# Кровавое воскресенье

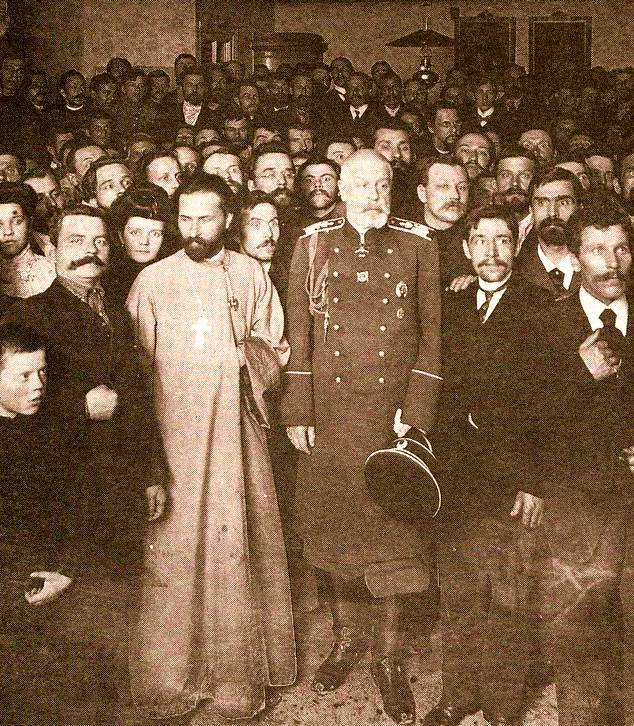
Георгий Гапон и И. А. Фуллон в «Собрании русских фабрично-заводских рабочих г. Санкт-Петербурга»

События 9 (22) января 1905 года в Санкт-Петербурге, известные также как «Крова́вое воскресе́нье», или «Кра́сное воскресе́нье» — разгон шествия петербургских рабочих к Зимнему дворцу, имевшего целью вручить императору Николаю II коллективную Петицию о рабочих нуждах. Шествие было подготовлено легальной организацией «Собрание русских фабрично-заводских рабочих г. Санкт-Петербурга» во главе со священником Георгием Гапоном. Поводом для выступления рабочих стала не достигшая своих целей забастовка, начавшаяся 3 января на Путиловском заводе и охватившая все заводы и фабрики Петербурга. 5 января Гапон бросил в массы мысль обратиться за помощью к самому царю, а 7—8 января составил петицию, перечислявшую требования рабочих. Наряду с экономическими, петиция включала ряд политических требований, главным из которых был созыв народного представительства в форме Учредительного собрания. В день шествия самого царя не было ни во дворце, ни в самом городе. Политический характер выступления и стремление демонстрантов прорваться сквозь оцепление солдат стали причиной разгона шествия, в ходе которого против рабочих было применено огнестрельное оружие. Разгон шествия, повлёкший гибель более сотни человек, вызвал взрыв возмущения в российском обществе и во всём мире и послужил толчком к началу Первой русской революции.

## Назревание событий
Осенью 1904 года на фоне поражений в русско-японской войне в России началось политическое брожение, подогреваемое пропагандой революционных партий и земско-либеральной оппозиции. По инициативе «Союза освобождения» в стране началась кампания за введение конституции и представительного образа правления. Кампания выразилась в форме агитации в печати, а также адресов и петиций, подаваемых земствами и другими общественными учреждениями на имя высших властей. От властей требовали призвать к управлению государством общественность и созвать народное представительство, которое совместно с монархом решало бы важнейшие вопросы внутренней жизни. Вследствие ослабления цензуры, допущенной министром внутренних дел П. Д. Святополк-Мирским, земские адреса и петиции проникали в печать и становились предметом общественного обсуждения.
Начавшись в среде интеллигенции, политическое брожение вскоре перекинулось в рабочие массы. В Петербурге в события оказалась вовлечена крупнейшая легальная рабочая организация страны — «Собрание русских фабрично-заводских рабочих г. Санкт-Петербурга», во главе которой стоял священник Георгий Гапон. Созданное при покровительстве Департамента полиции, «Собрание» имело целью объединять рабочих для просвещения и взаимопомощи, что должно было ослабить влияние на них революционной пропаганды. Однако лишённое надлежащего контроля со стороны властей, «Собрание» вскоре уклонилось от намеченных целей. Не последнюю роль в этом сыграла личность руководителя «Собрания» священника Гапона. Выходец из полтавских крестьян, Гапон был честолюбивым человеком, одержимым желанием сыграть крупную роль в истории. Оказавшись во главе рабочей организации, он задался целью стать настоящим вождём рабочего класса и возглавить борьбу трудового народа за свои интересы. Гапон активно вербовал в свою организацию рабочих революционного образа мыслей, своим словом гарантируя им безопасность от арестов. В марте 1904 года он заключил союз с группой рабочих — социал-демократов и принял с ними совместную программу, предусматривавшую как экономические, так и политические формы борьбы за права рабочего народа. Эта программа, получившая название «программы пяти», впоследствии легла в основу петиции 9 января 1905 года.
Осенью 1904 года, в период общего политического возбуждения, «Собрание русских фабрично-заводских рабочих» сделалось центром рабочей жизни в Петербурге. В отделах «Собрания» открыто обсуждались нужды рабочего класса и пути выхода из тяжёлого экономического положения. Пользуясь отсутствием контроля со стороны властей, руководители «Собрания» вели в рабочих массах агитацию в пользу радикальных методов борьбы за свои интересы. С началом кампании земских петиций в «Собрании» стали читать и обсуждать эти петиции, а у наиболее радикальных рабочих появилась мысль о выступлении со своей рабочей петицией. В ноябре 1904 года священник Гапон с группой рабочих встретился с представителями петербургского «Союза освобождения». На встрече обсуждался вопрос о выступлении рабочих с петицией, аналогичной той, с которой выступали земства и собрания интеллигенции. По итогам встречи Гапоном и руководством «Собрания» было принято решение выступить с петицией, выражающей общие требования рабочего класса. Это решение было проведено на заседании кружка ответственных лиц «Собрания» и стало внедряться в рабочие массы. На собраниях рабочих стали читаться земские петиции и проводилась мысль о необходимости рабочим присоединиться к общей кампании за народное представительство и политические свободы.
В декабре 1904 года «Собрание русских фабрично-заводских рабочих» встало на путь борьбы труда с капиталом. В первой половине декабря активистами «Собрания» были организованы две местные забастовки: одна на мануфактуре В. Кожевникова, а другая — на Ново-Сампсониевской мануфактуре. В обоих случаях забастовки закончились с выгодой для рабочих, администрация должна была пойти на уступки. Успешные забастовки повысили престиж «Собрания» в глазах рабочих, что выразилось в притоке в него новых членов. Заводчики с тревогой следили за стремительным ростом «Собрания». Видя в «Собрании» угрозу своим экономическим интересам, фабриканты стали оказывать поддержку конкурировавшему с ним «Обществу взаимопомощи рабочих механического производства», основанному бывшими зубатовцами во главе с М. А. Ушаковым. В отличие от «Собрания», ушаковское «Общество» не ставило целью борьбу с капиталом, а ограничивалось целью взаимопомощи, что обеспечило ему поддержку заводской администрации и фабричной инспекции. Особым покровительством «Общество» пользовалось на Путиловском заводе. Низшие чины администрации завода, мастера, вели среди рабочих агитацию за вступление в «Общество», а по отношению к членам «Собрания» стали применять репрессии, при первой возможности налагая на них взыскания.

## Путиловский инцидент

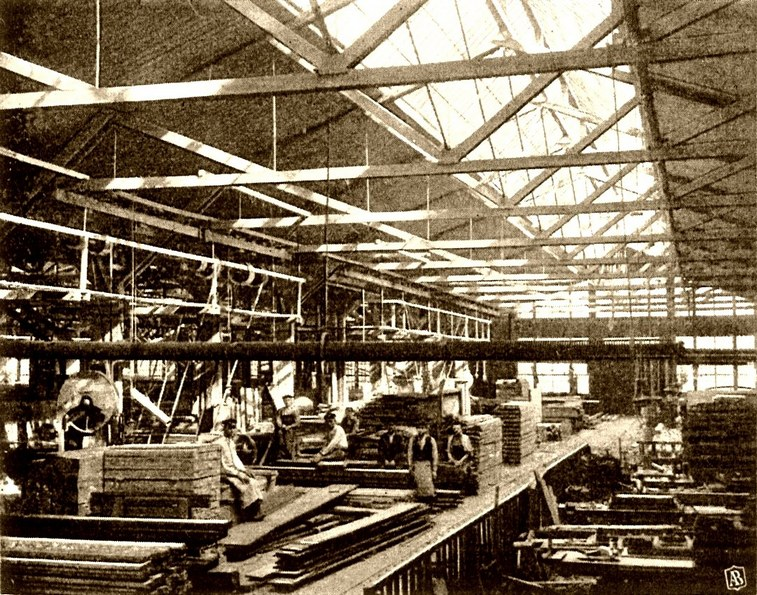
Лесообделочная мастерская Путиловского завода, в которой произошёл инцидент с мастером Тетявкиным

В декабре 1904 года на Путиловском заводе произошёл инцидент с увольнением четырёх рабочих. Мастер деревообделочной мастерской вагонного цеха А. Тетявкин поочерёдно заявил расчёт четырём рабочим — Сергунину, Субботину, Уколову и Фёдорову. Все четверо являлись членами «Собрания русских фабрично-заводских рабочих», тогда как мастер Тетявкин был известен как сторонник ушаковского «Общества взаимопомощи». Рабочие обратились с жалобой в Нарвский отдел «Собрания». Здесь они сообщили, что при заявлении расчёта мастер глумился над их членством в организации, а одному из увольняемых сказал: «Идите в своё „Собрание“, оно вас поддержит и прокормит». Руководство отдела сообщило о случившемся Гапону, и тот поручил расследовать инцидент путём опроса свидетелей. Расследование показало, что действия мастера были несправедливыми и диктовались враждебным отношением к организации. Собрав руководящий кружок рабочих, Гапон заявил, что видит в случившемся вызов, брошенный «Собранию» со стороны администрации завода. Если организация не вступится за своих членов, её авторитет в рабочей среде упадёт, и она потеряет всякое влияние.
27 декабря в Василеостровском отделе «Собрания» состоялось экстренное заседание кружка ответственных лиц. На заседании присутствовало по 10 человек от каждого из 11 отделов «Собрания», председательствующим избрали рабочего В. А. Иноземцева. По итогам заседания была принята резолюция, которая констатировала, что в России сложились ненормальные отношения труда и капитала, что проявляется, в частности, в отношении мастеров к рабочим. Резолюция требовала от администрации Путиловского завода восстановить на работе уволенных рабочих и уволить мастера Тетявкина. Было решено послать три депутации: к директору завода С. И. Смирнову, старшему фабричному инспектору С. П. Чижову и градоначальнику И. А. Фуллону и ознакомить их с принятой резолюцией. В конце резолюции указывалось, что если требования рабочих не будут удовлетворены, «Собрание» не ручается за спокойное течение жизни города. В последнем указании содержалась недвусмысленная угроза забастовкой.
28 декабря депутация рабочих во главе с И. В. Васильевым явилась к директору Путиловского завода С. И. Смирнову. Директор, встретив рабочих, заявил, что «Собрание» не уполномочено посылать депутации, и он этой депутации не признаёт. Он обвинил «Собрание» во вмешательстве во внутренние дела завода и заявил, что не может исполнить требования, исходящие от постороннего заводу учреждения. В тот же день другая депутация рабочих во главе с журналистом «Санкт-Петербургских ведомостей» В. Архангельским явилась к старшему фабричному инспектору С. П. Чижову. Как и директор, Чижов заявил, что не признаёт депутации от «Собрания», но готов рассмотреть жалобы рабочих по отдельности. Третья депутация во главе с Гапоном отправилась к градоначальнику И. А. Фуллону. Последний принял депутатов вежливо, поздоровался со всеми за руку и обещал свою поддержку. На прощание он предупредил депутатов, что предъявлять требования они не имеют права.
29 декабря фабричный инспектор Чижов принял у себя рабочих Сергунина, Субботина, Уколова и Фёдорова и рассмотрел их жалобы. Расследование показало, что из четырёх рабочих уволен был только один Сергунин, а другие лишь заявлялись к расчёту, фактически же уволены не были. Рассмотрев жалобы, Чижов нашёл их несостоятельными. Своё заключение по этому делу инспектор в письменном виде направил градоначальнику. 30 декабря на Путиловском заводе появилось объявление директора, который сообщал, что рассмотрел требования рабочих и нашёл их необоснованными. В конце объявления директор указывал, что «Собрание» проявило явное стремление нарушить свой устав и о таком нарушении устава им доведено до сведения градоначальника. В те же дни священник Гапон лично беседовал с директором Смирновым, фабричным инспектором Чижовым и с заведующим отделом по разбору претензий рабочих на заводе Е. Е. Иогансеном. Все трое отказали ему в поддержке, а последний прямо заявил, что если не остановить стремительный рост «Собрания», то в ближайшее время его членами станут все 12 000 рабочих завода.
2 января в Нарвском отделе «Собрания» состоялось заседание, на которое собралось до 600 человек от всех отделов. Кроме рабочих Путиловского завода, присутствовали представители Семянниковского завода, Резиновой мануфактуры и других предприятий Петербурга. Избранный председательствующим рабочий Иноземцев разобрал по пунктам объявление директора Смирнова и указал на предвзятое толкование им инцидента с увольнением рабочих. Иноземцев поставил на открытое голосование вопрос, желают ли рабочие поддержать товарищей. Последние дружно ответили: «Желаем поддержать!» По итогам заседания было решено: в понедельник, 3 января, без крика и шума оставить рабочие места, явиться к главной конторе завода и, вызвав директора, потребовать увольнения мастера Тетявкина и восстановления уволенных рабочих, в случае же отказа начать забастовку. Рабочих предупредили, чтобы они вели себя спокойно и корректно, чтобы не дать повода для нареканий, и не слушали никаких распоряжений, кроме исходящих из отделов «Собрания».

## Начало рабочей забастовки

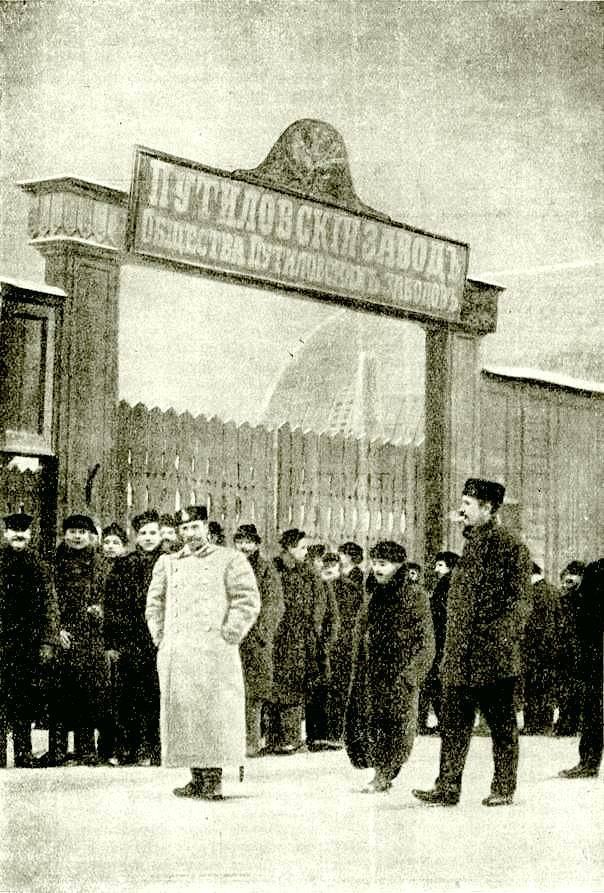
Бастующие рабочие у ворот Путиловского завода. Январь 1905 г.

3 января, в понедельник, на Путиловском заводе началась забастовка. Утром рабочие деревообделочной мастерской, где произошёл инцидент с Тетявкиным, побежали по другим мастерским и начали снимать с работы. Рабочие охотно покидали свои места и массами выходили во двор. Вскоре все 12 500 рабочих завода оставили свои помещения. Толпа численностью около 2500 человек приблизилась к главной конторе завода и потребовала директора Смирнова. Директор вышел на крыльцо в сопровождении пристава. Бастующие потребовали уволить мастера Тетявкина и восстановить на работе Сергунина и Субботина. Беседа продолжалась около часа. Директор доказывал рабочим несостоятельность их требований и убеждал, что они введены в заблуждение ложными слухами. В конце беседы Смирнов заявил, что Тетявкина он не уволит, и предложил всем вернуться на свои места. В противном случае он обещал по прошествии трёх дней приступить к увольнению всех рабочих завода. Последнее заявление вызвало в толпе негодование. Собравшиеся кричали, что директору один мастер дороже, чем 12 000 рабочих завода.
Оставив завод, рабочие устремились в Нарвский отдел «Собрания», где с утра происходили митинги. Около часа дня к отделу подъехал священник Гапон. Взойдя на высокое место, священник обратился к собравшимся с речью, в которой благодарил их за проявление солидарности. В своей речи он сравнивал рабочих со старым дубом, ожившим после холодной зимы. «Имеем ли мы или не имеем права защищать своих товарищей?» — риторически спрашивал Гапон. В ответ ему звучала бурная овация. Священник прочёл собравшимся расширенный список требований, который предполагалось предъявить администрации завода на следующий день. Помимо уже предъявленных, в список входил ряд общеэкономических требований, в частности, требование об участии рабочих в установлении расценок на изделия и в разборе трудовых конфликтов. Расширенный список требований стал переписываться для распространения по другим заводам и фабрикам Петербурга. По сведениям Департамента полиции, рабочие решили твёрдо держаться заявленных требований, хотя бы забастовка затянулась из-за этого на неопределённое время. Руководством «Собрания» были созданы забастовочный комитет и забастовочный фонд, выдававший пособия бастующим рабочим.
4 января забастовка на Путиловском заводе продолжалась. Утром около тысячи рабочих явились на завод и встали к станкам, но были сняты с работы толпами бастующих. Около 6 часов вечера к директору Смирнову явилась депутация из 40 человек, выбранных от всех цехов завода, во главе со священником Гапоном. Последний от имени депутации зачитал директору список из 12 требований. Одним из существенных пунктов списка было требование восьмичасового рабочего дня. Чтение сопровождалось репликами как со стороны Гапона и рабочих, так и директора. Объяснение носило страстный и нервный характер. На требование восьмичасового рабочего дня и изменения расценок Смирнов возразил, что это разорит акционеров и он вместе с ними вынужден будет пойти по миру. Последняя фраза вызвала общий смех. «Не акционеры разорены, а рабочие, — ответил Гапон. — Не так ли, товарищи?» В конце беседы Смирнов заявил, что требования рабочих чрезмерны и неисполнимы. Депутаты не приняли объяснений. Уходя, Гапон возложил на Смирнова ответственность за все последствия забастовки. В этот день было решено распространить забастовку на все заводы и фабрики Петербурга. По всем предприятиям города стали распространять гектографированные листки со списком общих требований, под которыми значилась подпись: «С подлинным верно. Священник Георгий Гапон».
4 января к забастовке присоединился Франко-русский механический завод с 2500 рабочими. Утром рабочих, шедших на завод, встретила толпа бастующих с Путиловского завода и убедила их присоединиться к забастовке. Рабочие явились на завод, но к работам не приступили и вскоре разошлись. Депутаты предъявили администрации ряд требований, сходных с требованиями путиловских рабочих. Общее число бастующих достигло 15 000 человек. 5 января забастовал Невский судостроительный и механический завод с 6500 рабочими. Утром активисты «Собрания» во главе с председателем отдела Н. П. Петровым явились в пароходо-механическую мастерскую и начали снимать с работы. При снятии был произведён ряд насилий, рабочие бастовать не хотели. «Везде приходилось силой снимать, выгонишь всех из мастерской, а они идут обратно с другого конца», — вспоминал Петров. В 8 часов утра завод встал. Бастующие направились в Невский отдел «Собрания», где началась выработка требований. За основу был взят список общих требований, выработанных путиловцами, к которому был добавлен ряд местных требований, выработанных в каждой мастерской. В тот же день забастовали: Невская бумагопрядильная мануфактура с 2000 рабочими, Невская ниточная мануфактура с 2000 рабочими и Екатерингофская мануфактура с 700 рабочими. Везде администрации был предъявлен список общих требований. Общая численность бастующих достигла 26 000 человек.
5 января около 5 часов дня депутация во главе с Гапоном посетила правление Путиловского завода. Гапон ознакомил членов правления со списком общих требований. Выслушав требования, правление разделило их на три категории: одни из них могут быть приняты к рассмотрению правлением, другие зависят от усмотрения общего собрания акционеров, которое соберётся только через 2 месяца, а третьи, как требование восьмичасового рабочего дня, находятся в ведении министерства финансов. Достичь соглашения не удалось. Вечером требования рабочих были доставлены в министерство финансов. Ознакомившись со списком требований, министр финансов В. Н. Коковцов составил доклад на имя императора Николая II. В докладе он сообщал, что требования рабочих незаконны и неисполнимы для фабрикантов. Министр, в частности, писал, что «рабочим никаким образом не может быть предоставлено право устанавливать для самих себя размер заработной платы и решать вопросы о правильности увольнения со службы тех или иных рабочих, ибо в таком случае рабочие сделаются хозяевами предприятия». Министр также сообщал, что деятельность «Собрания русских фабрично-заводских рабочих», возглавляемого священником Гапоном, стала вызывать у него большие опасения, о чём он сообщил министру внутренних дел. Император ознакомился с докладом.

## Составление рабочей петиции

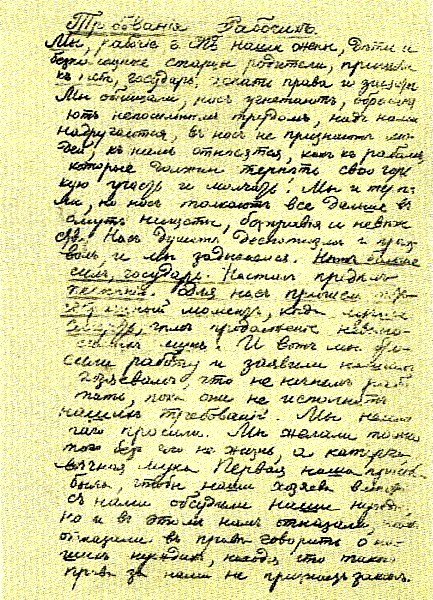
Один из рукописных списков Рабочей петиции 9 января 1905 года

5 января Гапон и руководители «Собрания» убедились, что заводчики не пойдут на уступки и забастовка проиграна. Надежды на то, что правительство вмешается и окажет давление на фабрикантов, оказались тщетными. Руководители «Собрания» оказались в трудном положении. Было ясно, что взбудораженная рабочая масса не простит вожакам несбывшихся ожиданий, организация потеряет всякое влияние, а зачинщиков забастовки ожидают репрессии со стороны властей. В этих условиях Гапон и его помощники решили пойти на крайнюю меру: обратиться с петицией к царю.
5 января Гапон прибыл в Нарвский отдел «Собрания» и произнёс речь, в которой обрушился с критикой на чиновников и правительство. Он рассказал о своих переговорах с администрацией Путиловского завода и безуспешных попытках заручиться поддержкой градоначальника и министров. В своей речи он указывал, что рабочие не могут добиться уступок со стороны фабрикантов, потому что на стороне последних стоит чиновничье правительство. «Если существующее правительство отворачивается от нас в критический момент нашей жизни, если оно не только не помогает нам, но даже становится на сторону предпринимателей, то мы должны требовать уничтожения такого политического строя, при котором на нашу долю выпадает только одно бесправие. И отныне да будет нашим лозунгом: „Долой чиновничье правительство!“» В заключение Гапон бросил в массы мысль обратиться за поддержкой к самому царю. Предложение было встречено знаками шумного одобрения. Монархическая в целом рабочая масса приняла идею обращения к царю как естественный выход из сложившегося положения. В сознании русских рабочих были ещё живы предания о единстве царя с народом и о праве подданных бить челом своему монарху. В тот же день Гапон объехал другие отделы «Собрания» и везде выступал с призывом идти к царю. Было решено составить на имя царя петицию, излагающую основные нужды рабочего народа. Руководителям отделов было поручено агитировать за подачу петиции и собирать под ней подписи рабочих.
Мысль обратиться с народными нуждами к царю принадлежала самому Гапону и была высказана им задолго до январских событий. Меньшевик А. А. Сухов вспоминал, что ещё весной 1904 года Гапон в беседе с рабочими развивал свою идею: «Народу мешают чиновники, а с царём народ сговорится. Только надо не силой своего добиваться, а просьбой, по-старинному». В ноябре 1904 года, во время кампании земских петиций, Гапон с группой рабочих встретился с представителями либерального «Союза освобождения». Последние предложили рабочим обратиться к царю с петицией политического содержания. На протяжении всего декабря эта идея обсуждалась в руководящем кружке «Собрания». Гапон был против немедленной подачи петиции, считая, что время для политического выступления ещё не пришло. Однако оппозиционная Гапону группа рабочих во главе с А. Е. Карелиным и В. М. Карелиной настаивала на скорейшем выступлении. Решающее совещание состоялось накануне путиловской забастовки, 2 января 1905 года. По воспоминаниям участников совещания, Гапон выступал против петиции, убеждая вести чисто экономическую забастовку. Сторонники петиции, напротив, настаивали на немедленном политическом выступлении, доказывая, что другого удобного случая может не представиться. Решающее значение сыграло выступление А. Е. Карелина, указавшего, что подачей петиции рабочие смоют с себя позорный ярлык «зубатовцев», навешанный на них партийными революционерами. После этого выступления большинство собравшихся проголосовало за подачу петиции, и Гапон сдался. В итоге было принято компромиссное решение: вести чисто экономическую забастовку, но в случае её неудачи использовать момент для подачи петиции.
Вначале Гапон рассчитывал, что забастовку удастся выиграть и до подачи петиции дело не дойдёт. Однако неудачные переговоры с администрацией Путиловского завода и молчание высших властей сделали очевидным поражение забастовщиков, и 5 января Гапон взялся за подготовку политического выступления. По замыслу священника, в основу петиции должна была лечь «программа пяти», с марта 1904 года рассматривавшаяся как тайная программа организации. 5 января эта программа впервые была предана гласности и зачитывалась на собраниях рабочих. В тот же день на квартире литератора С. Я. Стечкина был составлен первый набросок петиции, получивший название «Резолюции рабочих об их насущных нуждах», и под ним стали собираться подписи рабочих. Первоначально предполагалось, что петиция будет подана царю депутацией рабочих. Однако Гапон сильно сомневался в эффективности такого метода. 6 января он выдвинул идею об обращении к царю «всем миром». Идея была мотивирована тем, что петицию, принесённую депутацией от рабочих, можно положить под сукно, а петицию, принесённую десятками тысяч рабочих, нельзя положить под сукно. Предложение было принято руководящим кружком рабочих. В этот день, выступая в «Собрании», Гапон произнёс речь, в которой говорил, что на рабочих не обращают внимания, не считают их за людей и они должны поставить себя в такое положение, чтобы с ними считались, как с людьми. Поэтому они должны явиться в воскресенье с жёнами и детьми к Зимнему дворцу и «всем миром» предъявить царю петицию о своих нуждах.
В тот же день священник предложил нескольким литераторам написать текст петиции, пригодный для обращения к царю «всем миром». По некоторым данным, в подготовке проекта петиции приняли участие литераторы А. И. Матюшенский, В. Я. Богучарский и В. Г. Тан-Богораз. Однако Гапон, ознакомившись с предложенными проектами, отверг их все и в ночь с 6 на 7 января собственноручно написал свой вариант рабочей петиции, который и вошёл в историю под именем Петиции 9 января 1905 года. 7 и 8 января этот текст петиции обсуждался в собрании рабочих и после внесения нескольких поправок был утверждён членами общества. Петиция начиналась с обращения к царю и описания бедственного положения рабочих, после чего следовало изложение их требований. Основным требованием петиции был созыв народного представительства в форме Учредительного собрания на условиях всеобщей, тайной и равной подачи голосов. В дополнение к этому, выдвигался ряд политических и экономических требований, таких как свобода и неприкосновенность личности, свобода слова, печати, собраний, свобода совести в деле религии, народное образование за государственный счёт, равенство всех перед законом, ответственность министров перед народом, гарантии законности правления, замена косвенных налогов прямым прогрессивным подоходным налогом, введение 8-часового рабочего дня, амнистия политических заключённых, отделение церкви от государства и т. д. Завершалась петиция прямым обращением к царю:

«Вот, государь, наши главные нужды, с которыми мы пришли к тебе… Повели и поклянись исполнить их, и ты сделаешь Россию и счастливой и славной, а имя твоё запечатлеешь в сердцах наших и наших потомков на вечные времена. А не повелишь, не отзовёшься на нашу мольбу, — мы умрём здесь, на этой площади, перед твоим дворцом. Нам некуда больше идти и незачем. У нас только два пути: или к свободе и счастью, или в могилу… Пусть наша жизнь будет жертвой для исстрадавшейся России. Нам не жаль этой жертвы, мы охотно приносим её!»— Петиция рабочих и жителей Санкт-Петербурга для подачи царю Николаю II
6—7 января в отделах «Собрания» началось чтение петиции и сбор подписей под ней. Гапон разъезжал из отдела в отдел, произносил зажигательные речи, читал и толковал петицию. Свои речи он начинал с Путиловской стачки, как примера бесправия рабочего класса, затем переходил к описанию общей обездоленности трудового народа и царящего произвола. Он говорил о необходимости протеста и борьбы, поносил министров и правительство, не заботящихся о нуждах народа, и заканчивал призывом обратиться к царю. «Царь не знает наших нужд, мы о них ему скажем. Если он любит свой народ, он исполнит его смиренную просьбу». В конце своих выступлений Гапон просил не выдавать его правительству, не позволять полиции производить арестов и заступаться за каждого арестованного товарища. Если вожаков движения арестуют, все от мала до велика должны выйти на улицу и требовать их освобождения. Рабочие обещали и клялись перед крестом исполнить своё обещание. В Нарвском отделе Гапон говорил: «Вот, товарищи, я стою за ваши интересы, а что я за это получу? Тёмную карету от ваших врагов». В ответ рабочие кричали: «Разобьём мы эту карету! За тебя заступимся и тебя не выдадим». Начиная с 6 января, у квартиры Гапона на Церковной улице круглые сутки дежурила толпа в несколько сот человек.

## Продолжение забастовки

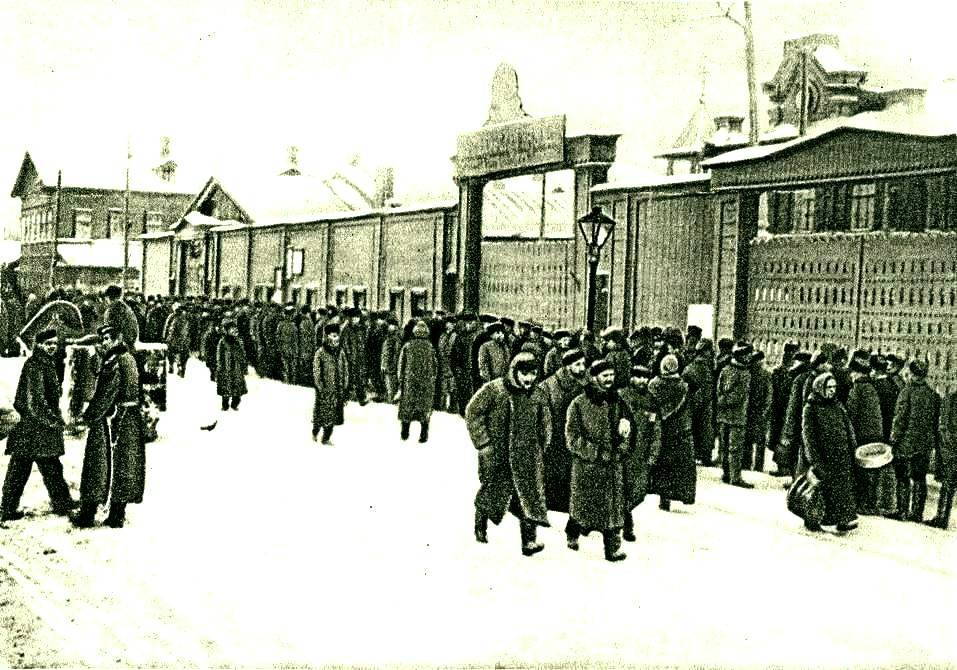
Бастующие рабочие у ворот Путиловского завода. Январь 1905 г.

Весь день 6 января прошёл в сильнейшей агитации по фабрикам и заводам Петербурга за присоединение к забастовке. 7 января забастовка перекинулась на все крупные предприятия города и превратилась во всеобщую. В этот день забастовали: Российско-американская резиновая мануфактура с 6100 рабочими, Трубочный завод военного министерства с 6000 рабочими, мастерские Николаевской железной дороги с 3000 рабочими, Петербургский вагоностроительный завод с 2600 рабочими, Петербургский металлический завод с 1900 рабочими, Спасская и Петровская мануфактуры с 2700 рабочими, Сампсониевская мануфактура с 1500 рабочими и ещё несколько десятков предприятий. В большинстве случаев снятие с работ происходило мирно. Толпы забастовщиков ходили по городу и приглашали рабочих поддержать путиловцев. При приближении к какому-либо предприятию толпа выделяла из себя группу людей, которая проходила по цехам и снимала с работы. Рабочие охотно покидали свои места и присоединялись к забастовщикам. В некоторых местах к не желающим бастовать применялись угрозы. В большинстве случаев администрации был предъявлен список общих требований, кое-где к ним были добавлены местные требования.
По данным фабричной инспекции, к вечеру 7 января забастовали 376 заведений с 99 000 рабочими, а всего бастовало 382 заведения с 105 000 рабочими. 8 января к забастовке присоединилось ещё 74 предприятия с 6000 рабочими. В этот день забастовали все типографии, и в городе перестали выходить газеты. К вечеру 8 января не работало 456 заведений со 111 000 рабочими, а к 10 января забастовали все 625 предприятий города со 125 000 рабочими. С учётом же заведений, не подведомственных фабричной инспекции, общее количество забастовавших насчитывало не менее 150 000 человек.
С первого дня забастовки толпы рабочих заполняли помещения 11 отделов «Собрания». В отделах обсуждались рабочие нужды, зачитывалась петиция и собирались подписи под её требованиями. Небольшие помещения отделов не вмещали всех слушателей, и тысячи людей ожидали своей очереди на улице. Каждый час двери отдела открывались и в помещение впускалась очередная партия людей. Стоявший на трибуне оратор обращался к собравшимся с приветственной речью и зачитывал петицию. В некоторых местах петицию читал сам Гапон, в других это делали руководители отделов. Зачитывая отдельные требования, оратор давал им краткое толкование и обращался к собранию с вопросом: «Так ли, товарищи?» или: «Верно, товарищи?» — на что толпа дружно отвечала: «Так!» «Верно!» Если толпа не давала единого ответа, спорный пункт толковался снова и снова, пока все присутствовавшие не приводились к согласию. Затем оратор обращался к собравшимся с вопросом: «Готовы ли вы умереть за эти требования? Клянётесь ли вы в этом?» — и рабочие громко клялись явиться на площадь и умереть «за правду». После этого собравшиеся подходили к столу и ставили под петицией свои подписи. Свидетели были поражены религиозно-мистической атмосферой, царившей на рабочих собраниях: люди плакали, приходили в исступление, некоторые падали в обморок. Популярность Гапона в эти дни достигла небывалых пределов; многие видели в нём пророка, посланного Богом для освобождения рабочего люда.
Предвидя возможное столкновение с силами правопорядка, Гапон 8 января написал два письма: одно — царю Николаю II, а другое — министру внутренних дел П. Д. Святополк-Мирскому. В письме к царю священник сообщал, что рабочие и жители Петербурга, веря в него, бесповоротно решили явиться в воскресенье к Зимнему дворцу, чтобы представить ему свои нужды. Если царь не покажется народу, если прольётся неповинная кровь, то порвётся та нравственная связь, которая ещё существует между царём и его народом. Священник призывал царя выйти к народу «с мужественным сердцем» и сообщал, что рабочие гарантируют его безопасность «ценой своей собственной жизни». В своих мемуарах Гапон вспоминал, с каким трудом ему удалось убедить вожаков рабочих дать царю эту гарантию: рабочие полагали, что если с царём что-то случится, они должны будут покончить с собой. По поручению Гапона письмо было доставлено в Зимний дворец, однако неизвестно, было ли оно передано царю. В письме к Святополк-Мирскому, составленном в аналогичных выражениях, священник призывал его немедленно сообщить царю о готовящемся шествии и ознакомить того с рабочей петицией. Известно, что министр получил письмо и вечером 8 января возил его вместе с петицией в Царское Село. Однако никакого ответа от царя и его министра получено не было.
Отсутствие реакции со стороны властей, неудачные переговоры с министром юстиции толкнули Гапона и его соратников на более радикальный путь. Начиная с 8 января, Гапон в своих речах стал касаться личности царя. Священник заявлял, что в случае применения силы против демонстрантов вся вина за это падёт на Николая II, а его власть утратит свою легитимность. В таком случае, говорил Гапон, у нас больше нет царя и мы должны завоевать себе свободу сами. «Пойдём к царю, и уж если царь не выслушает, — то нет у нас больше царя, и мы тогда крикнем: „Долой царя!..“» — возглашал священник, и взволнованная толпа хором повторяла: «Долой царя!..» Подобные сцены повторялись во всех рабочих районах. С каждым часом речи священника становились всё решительнее, а их тон всё резче. В одном выступлении он говорил: «Пойдём, братцы, убедимся, действительно ли русский царь любит свой народ, как говорят. Если даст все свободы, значит любит, а если нет — то это ложь, и тогда мы можем поступить с ним, как наша совесть подскажет…» В другой речи он заявил так: «Если царь не исполнит наших требований, тогда мы разнесём весь Зимний дворец, не оставим камня на камне». А в интервью корреспонденту английской газеты «Стандард» Гапон сообщил: если царь откажется принять петицию, «тогда будет страшный бунт». «Горе царю, если царь не даст слова выполнить всех наших требований!» — подчеркнул священник.
| Дата     | Наименование предприятия                                                      | Число рабочих            |
| -------- | ----------------------------------------------------------------------------- | ------------------------ |
| 3 января | Путиловский завод                                                             | 12 500                   |
| 4 января | Франко-русский завод                                                          | 2000                     |
| 5 января | Невский механический и судостроительный завод                                 | 6000                     |
| 5 января | Невская ниточная мануфактура                                                  | 2000                     |
| 5 января | Невская бумагопрядильная мануфактура                                          | 2000                     |
| 5 января | Екатерингофская мануфактура                                                   | 700                      |
| 7 января | Трубочный завод Военного ведомства (Васильевский Остров)                      | 6000                     |
| 7 января | Хромо-литография Веферс и Ко                                                  | 240                      |
| 7 января | Российская бумагопрядильная мануфактура                                       | 900                      |
| 7 января | Электромеханический завод Гейслер                                             | 370                      |
| 7 января | Чугунолитейный завод Бейера                                                   | 100                      |
| 7 января | Резво-Островская фабрика акц. об-ва мануфактур И. А. Воронина, Лютш и Чешер   | 680                      |
| 7 января | Завод акц. об-ва «Арматура»                                                   | 230                      |
| 7 января | Уксусный завод Штурма                                                         | 30                       |
| 7 января | Чугунолитейный завод Вилькинс                                                 | 170                      |
| 7 января | Чугунолитейный завод Петрова                                                  | 90                       |
| 7 января | Столярная фабрика товарищества Линднер                                        | 120                      |
| 7 января | Электротехнический завод акц. об-ва Сименс и Гальске                          | 650                      |
| 7 января | Кожевенный завод Осипова                                                      | 600                      |
| 7 января | Завод принадлежностей электрического освещения акц. об-ва Ю. Пинтш и Ко       | 100                      |
| 7 января | Механический завод Э. Тильманс и Ко                                           | 300                      |
| 7 января | Телефонная фабрика Эриксон и Ко                                               | 400                      |
| 7 января | Тентелевский химический завод                                                 | 500                      |
| 7 января | Меднолитейный завод Лангензипен и Ко                                          | 650                      |
| 7 января | Фабрика роялей Шредера                                                        | 300                      |
| 7 января | Триумфальная мануфактура                                                      | 350                      |
| 7 января | Северная ткацкая мануфактура                                                  | 600                      |
| 7 января | Фабрика конторских книг О. Кирхнер                                            | 300                      |
| 7 января | Подковный завод Э. Посселя                                                    | 450                      |
| 7 января | Писчебумажная фабрика товарищества Печаткина                                  | 400                      |
| 7 января | Столярная фабрика И. П. Платонова                                             | 200                      |
| 7 января | Александро-Невская мануфактура акц. об-ва К. Я. Паль                          | 1500                     |
| 7 января | Мыловаренный завод А. М. Жукова                                               | 300                      |
| 7 января | Бумаготкацкая фабрика В. Кожевникова                                          | 600                      |
| 7 января | Шоколадная фабрика «Жорж Борман»                                              | 500                      |
| 7 января | Пряжекрутильная фабрика «Вильям Гартлей»                                      | 120                      |
| 7 января | Механический завод Форсбом                                                    | 30                       |
| 7 января | Невский стеариновый завод                                                     | 600                      |
| 7 января | Фабрика товарищества шерстяных изделий Торнтон                                | 1150                     |
| 7 января | СПб-ский вагоностроительный завод (2 завода)                                  | 3000                     |
| 7 января | Фабрика СПб-ского товарищества механического производства обуви               | 2200                     |
| 7 января | Завод Русского общества калильного освещения                                  | 80                       |
| 7 января | Чугуно-труболитный завод                                                      | 400                      |
| 7 января | Чугунолитейный завод Р. Р. Озолинга                                           | 150                      |
| 7 января | Петровская и Спасская бумагопрядильная и ткацкая фабрики                      | 2800                     |
| 7 января | Ново-газовый завод                                                            | 150                      |
| 7 января | Завод товарищества Российско-американской резиновой мануфактуры               | 6200                     |
| 7 января | Пиво-медоваренный завод товарищества «Ив. Дурдин»                             | 400                      |
| 7 января | Шоколадная фабрика М. Конради                                                 | 420                      |
| 7 января | Бумагопрядильня «Невка» товарищества Невской ниточной мануфактуры             | 800                      |
| 7 января | Механический завод Л. Нобель                                                  | 800                      |
| 7 января | Хромо-литография Т. Киббеля                                                   | 200                      |
| 7 января | Механический завод Пек                                                        | 50                       |
| 7 января | Ситценабивная фабрика акц. об-ва мануфактур И. А. Воронина, Лютш и Чешер      | 600                      |
| 7 января | Табачная фабрика товарищества «Лаферм»                                        | 1200                     |
| 7 января | Кожевенный завод Парамонова                                                   | 400                      |
| 7 января | Кожевенный завод Брусницына                                                   | 500                      |
| 7 января | Механический завод Сан-Галли                                                  | 1000                     |
| 7 января | Судостроительная верфь Р. Ильс                                                | 80                       |
| 7 января | СПб-ский металлический завод                                                  | 1800                     |
| 7 января | Машиностроительный завод акц. об-ва «Лесснер»                                 | 600                      |
| 7 января | Меднопрокатный и трубный завод бывш. Розенкранца                              | 1200                     |
| 7 января | Машиностроительный завод И. Гольдберга                                        | 200                      |
| 7 января | Ситценабивная фабрика бр. Леонтьевых                                          | 600                      |
| 7 января | Суконная фабрика Ауха                                                         | 600                      |
| 7 января | Столярная фабрика бр. Алексеевых                                              | 130                      |
| 7 января | Машиностроительный завод товарищества «Феникс»                                | 400                      |
| 7 января | Толевая фабрика А. Науман и Ко                                                | 200                      |
| 7 января | Типография Лапинер                                                            | 38                       |
| 7 января | Водочный завод об-ва «Чекмань»                                                | 300                      |
| 7 января | Паровая прачечная и чулочно-трикотажная фабрика Керстен                       | 450                      |
| 7 января | Механический завод насл. Круга                                                | 80                       |
| 7 января | Палаточное, парусное и шлюпочное заведение Кебке                              | 75                       |
| 7 января | Канатная фабрика Сазонова                                                     | 60                       |
| 7 января | Войлочная фабрика Рудакова                                                    | 20                       |
| 7 января | Мастерская клеевой краски Берница                                             | 22                       |
| 7 января | Механическая мастерская инж. Смирнова                                         | 40                       |
| 7 января | Монументная мастерская Баринова                                               | 70                       |
| 7 января | Мелопромывательный завод Ф. Фишера                                            | 75                       |
| 7 января | Цементно-бетонный завод акц. об-ва Гюртлер                                    | 75                       |
| 7 января | Картузно-мешочная фабрика «Торнатор»                                          | 80                       |
| 7 января | Бумагопрядильная фабрика Джемс Бек                                            | 850                      |
| 7 января | Железопрокатный завод Об-ва СПб-ского железопрокатного и проволочного заводов | 860                      |
| 7 января | Невская фабрика обоев М. И. Лихачёвой                                         | 80                       |
| 7 января | Фабрика жестяных изделий Г. А. Хаймовича                                      | 615                      |
| 7 января | Лесопильный завод А. В. Соколовой                                             | 30                       |
| 7 января | Фабрика роялей «Я. Беккер»                                                    | 226                      |
| 7 января | Механический завод Шауб, бывший Фрикке                                        | 25                       |
| 7 января | Красочная фабрика бр. Бремме                                                  | 33                       |
| 7 января | Строительно-слесарный завод Карла Винклера                                    | 155                      |
| 7 января | Фортепианная фабрика А. Ф. Дидерихса                                          | 200                      |
| 7 января | Чугуно-меднолитейный завод Боровского                                         | 30                       |
| 7 января | Завод свинцовых белил Ю. Н. Струка                                            | 56                       |
| 7 января | Механический завод Заварзина                                                  | 60                       |
| 7 января | Табачная фабрика «Режи» Иоаниди                                               | 80                       |
| 7 января | Заведение графических искусств Э. И. Маркуса                                  | 328                      |
| 7 января | Слесарно-механическое заведение Б. М. Вебера                                  | 45                       |
| 7 января | Фабрика конторских книг Гаевского                                             | 118                      |
| 7 января | Типография «Безобразов и Ко» Векслера                                         | 29                       |
| 7 января | Столярная фабрика Маркова                                                     | 70                       |
| 7 января | Шёлкоткацкая фабрика Голдарбейтера                                            | 78                       |
| 7 января | Фабрика приводных ремней И. Сауташ                                            | 40                       |
| 7 января | Электротехнический завод Дюфлот и Ко                                          | 150                      |
| 7 января | Электротехнический завод Тюдор и Ко                                           | 115                      |
| 7 января | Хромолитография Р. Шварца                                                     | 10                       |
| 7 января | Багетная фабрика Гофмана                                                      | 150                      |
| 7 января | Машиностроительный завод Яковлева                                             | 35                       |
| 7 января | Лесопильный завод акц. об-ва «Строитель»                                      | 120                      |
| 7 января | Сампсониевская мануфактура                                                    | 1400                     |
| 7 января | Типография Товарищества художественной печати                                 | 90                       |
| 7 января | Словолитня акц. об-ва О. И. Леман                                             | 262                      |
| 7 января | Охтенская бумагопрядильная мануфактура                                        | 300                      |
| 7 января | Альбомная фабрика Бехли                                                       | 400                      |
| 7 января | Табачная фабрика бр. Шапшал                                                   | 1500                     |
| 7 января | Табачная фабрика Саатчи и Мангуби                                             | 612                      |
| 7 января | Бумагопрядильная фабрика В. Гергарди                                          | 270                      |
| 7 января | Костеобжигательный завод                                                      | 300                      |
| 7 января | Калинкинский пиво-медоваренный завод                                          | 1000                     |
| 7 января | Механический завод Кнабе и Штарк                                              | 50                       |
| 7 января | Электротехнический завод Н. Глебов и Ко                                       | 250                      |
| 7 января | Лаковый завод бр. Васильевых                                                  | 20                       |
| 7 января | Консервная фабрика Азибера                                                    | 100                      |
| 7 января | Механическая мастерская Орлова                                                | 20                       |
| 7 января | Конфетная фабрика Шувалова                                                    | 83                       |
| 7 января | Фабрика жестяных изделий Кока и Бирман                                        | 46                       |
| 7 января | Невская писчебумажная фабрика бр. Варгуниных                                  | 690                      |
| 7 января | Макаронная фабрика Пошехонова                                                 | 20                       |
| 7 января | Ватная фабрика Аристова                                                       | 50                       |
| 7 января | Невский лесопильный завод В. А. Русанова                                      | 195                      |
| 7 января | Лесопильный завод К. Ф. Граап                                                 | 134                      |
| 7 января | Трувеллеровский лесопильный завод торг. дома Громов и Ко                      | 250                      |
| 7 января | Киновиевский ультрамариновый завод Веге                                       | 160                      |
| 7 января | Желатиновый завод А. Ф. Крейтца                                               | 107                      |
| 7 января | Чугунолитейный завод «Атлас» О. Г. Германа                                    | 176                      |
| 7 января | Трубопрокатный завод Северного об-ва трубопрокатных и механических заводов    | 138                      |
| 7 января | Невский гвоздильный завод Аристова                                            | 43                       |
| 7 января | Цементный завод «Медведь» Эллерса                                             | 33                       |
| 7 января | Кирпичный завод Торкачева                                                     | 205                      |
| 7 января | Деревообделочный завод товарищества «Арборит»                                 | 15                       |
| 7 января | Механическая мастерская Артёмова                                              | 30                       |
| 7 января | Невский мелопромывательный завод «Мальме» Мурмана                             | 17                       |
| 7 января | СПб-ский кабельный завод Иванов и Ко                                          | число рабочих не указано |
| 7 января | Механическая мастерская бр. Дюшен                                             | 20                       |
| 7 января | Коробочная мастерская Гарина                                                  | 166                      |
| 7 января | Чугунолитейный завод Парвиайнена                                              | 31                       |
| 7 января | Лесопильный завод бр. Колобовых                                               | 70                       |
| 7 января | Механический завод Леммерих                                                   | 40                       |
| 7 января | Столярная фабрика Васильева и Люцедарского                                    | 100                      |
| 7 января | Пиво-медоваренный завод об-ва «Бавария»                                       | 370                      |
| 7 января | Столярно-мебельная фабрика Ф. Мельцера                                        | 300                      |
| Итого    |                                                                               | 87 926                   |

## Участие революционных партий

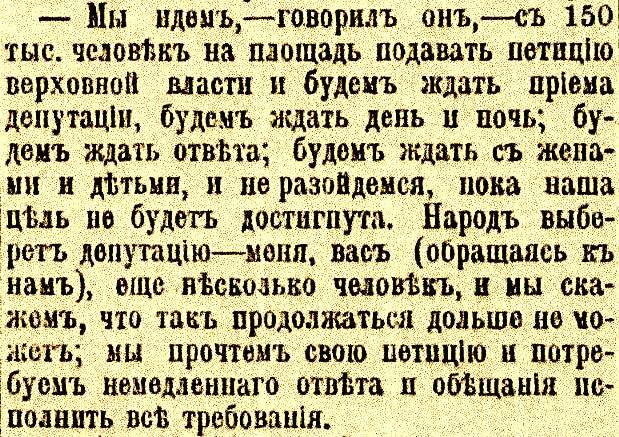
Фрагмент из воспоминаний о Гапоне меньшевика Л. Динина

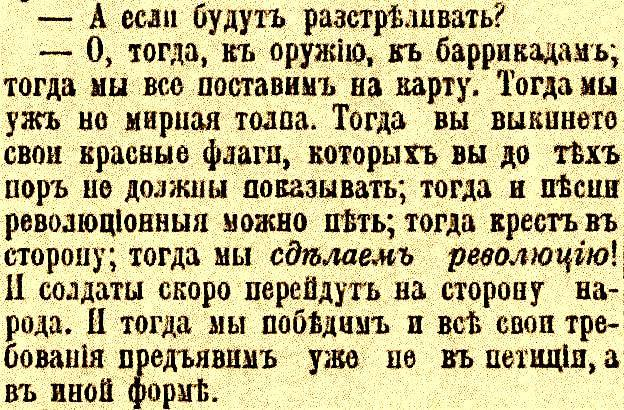
Фрагмент из воспоминаний о Гапоне меньшевика Л. Динина

Представители революционных партий узнали о замысле подачи петиции 6—7 января. В начале 1905 года в Петербурге действовали три партийные организации: социал-демократов (меньшевиков), социал-демократов (большевиков) и социалистов-революционеров. Все три организации были слабы, малочисленны и не имели значительного влияния в рабочих массах. К планированию и подготовке январских событий они не имели никакого отношения. Январская забастовка застала их врасплох. По единодушному признанию большевиков, меньшевиков и эсеров, они не были готовы к надвигавшимся событиям ни организационно, ни технически. Стремительный рост гапоновского «Собрания», втягивавшего в свои ряды тысячи рабочих, грозил парализовать в городе революционную пропаганду. Попытки революционеров бороться с гапоновщиной, разоблачать зубатовскую сущность «Собрания» остались безуспешными. Влияние Гапона стремительно росло.
С началом январской забастовки революционные организации решили использовать забастовочное движение в своих целях. Стекавшиеся в гапоновские отделы бастующие массы создавали хорошую аудиторию для революционной пропаганды. Начиная с 3 января, представители партий стали проникать на собрания с намерением увлечь рабочих на революционный путь. Партийные агитаторы, студенты пытались выступать с речами, раздавать листки и разбрасывать прокламации. Однако эти попытки не имели успеха. Руководители отделов не давали студентам выступать, прерывали их речи и изгоняли из собраний. Рабочая масса слепо подчинялась руководителям отделов. Речи агитаторов прерывались недовольным гулом, им угрожали расправой и били, а разбросанные прокламации собирали и уничтожали. К 5—6 января революционеры убедились, что овладеть нараставшим рабочим движением им не удалось. Рабочие массы шли за Гапоном и не хотели слушать агитаторов. «Видно было, и в этом надо сознаться, что Гапон дал нам мат», — вспоминал большевик Д. Д. Гиммер.
Отношение революционеров к событиям стало меняться после появления гапоновской петиции. И социал-демократы, и эсеры признавали, что петиция имеет революционный характер. Социал-демократы отмечали её сходство с социал-демократической программой-минимум. В партийных организациях было решено воспользоваться гапоновской петицией для революционной пропаганды. Меньшевики получили распоряжение партии выступать в гапоновских отделах и популяризировать пункты петиции. В некоторых отделах, в частности, в Невском и Василеостровском, им удалось захватить внимание аудитории. Социал-демократы зачитывали петицию, давали ей толкование и делали вывод о необходимости политической борьбы. Петербургский комитет большевиков выпустил прокламацию, в которой сообщал, что социал-демократы давно выставляли те же требования, что и требования петиции. Но обращаться с этими требованиями к царю бессмысленно, так как они означают низвержение самодержавия. «Не просить царя и даже не требовать от него, не унижаться пред нашим заклятым врагом, а сбросить его с престола и выгнать вместе с ним всю самодержавную шайку — только таким путём можно завоевать свободу», — говорилось в прокламации.
Представители партий стали искать сближения с Гапоном, пытались выяснить его планы и найти возможность соглашения. По воспоминаниям С. И. Гусева, петербургский комитет большевиков предпринял попытку «взять Гапона в свои руки». Для этого на переговоры с ним был направлен член комитета П. П. Румянцев. Однако из этой попытки ничего не вышло. «Сам Гапон летал по собраниям, иногда говорил с представителями партий, причём всем обещал всё, но фактически ни к какой партии не примкнул», — вспоминал Гусев.
7 января, после безуспешной встречи с министром юстиции Н. В. Муравьёвым, Гапон пригласил представителей партий на совместное совещание. Вечером он направил в партийные организации следующее предложение: «За мной стоит 150 000 человек; 9-го мы идём подать петицию; если её не примут, мы ставим всё на карту и подымем восстание; согласны?» Совещание состоялось в ночь с 7 на 8 января за Невской заставой на квартире рабочего Н. П. Петрова. На встречу прибыли: Гапон, несколько рабочих-гапоновцев, три или четыре меньшевика и три эсера. Уставший и охрипший, Гапон изложил революционерам свой план действий. «Мы идём, — говорил он, — со 150 тысячами человек на площадь подавать петицию верховной власти и будем ждать приёма депутации, будем ждать день и ночь; будем ждать ответа; будем ждать с жёнами и детьми, и не разойдёмся, пока наша цель не будет достигнута». На вопрос, что будет, если царь откажется принять петицию, священник отвечал: «Тогда мы всё скажем народу, и мы сделаем революцию». Гапон убеждал революционеров примкнуть к шествию, но не нарушать его мирного характера до момента столкновения с войсками. Он просил не применять силу, не выкидывать красных флагов и не кричать «долой самодержавие». В случае же применения силы со стороны властей революционерам развязывались руки. Гапон предлагал им ломать телефонные столбы, строить баррикады, громить тюрьмы и оружейные магазины, захватывать телефон и телеграф. «И тогда мы победим и все свои требования предъявим уже не в петиции, а в иной форме».
По воспоминаниям участников встречи, Гапон выражал полную уверенность в благоприятном исходе шествия. Оптимизм сквозил в каждом его слове. На возражение, что власти будут разгонять шествие силой, он отвечал, что солдаты не посмеют стрелять в народ и священника. Его горячо поддерживали рабочие-гапоновцы: «За нами стоит весь народ, он добьётся своего, иначе — революция, немедленно же!» Дальнейшие возражения были бесполезны. По итогам совещания революционеры решили примкнуть к шествию и не нарушать его мирного характера. Гапон просил их добыть оружие. Меньшевики отвечали, что оружия у них нет; эсеры обещали добыть револьверы и несколько бомб, но обещания своего не выполнили.
8 января в петербургских партийных организациях обсуждался вопрос об участии в воскресных событиях. На квартире Максима Горького состоялось совместное совещание петербургских большевиков и меньшевиков, на котором было решено, что обе организации примут участие в шествии. Меньшевики решили прийти на площадь вооружёнными, но держаться спокойно до первого столкновения с войсками, после же столкновения попытаться придать событиям революционный оборот. Предполагалось организовывать демонстрации с красными знамёнами, строить баррикады, а при возможности оказывать войскам вооружённое сопротивление. Аналогичное решение было принято в петербургском комитете большевиков. Петербургские эсеры не исключали и возможности совместных действий с Гапоном. Вечером 8 января к Гапону в Нарвский отдел прибыл эсер П. М. Рутенберг. Поинтересовавшись, есть ли у Гапона практический план действий на случай столкновения с войсками, Рутенберг достал из кармана карту Петербурга со сделанными на ней отметками и предложил свой план. План состоял в том, чтобы строить баррикады, громить оружейные магазины и пытаться прорваться к Зимнему дворцу. План был одобрен Гапоном.

## Реакция властей на подготовку шествия

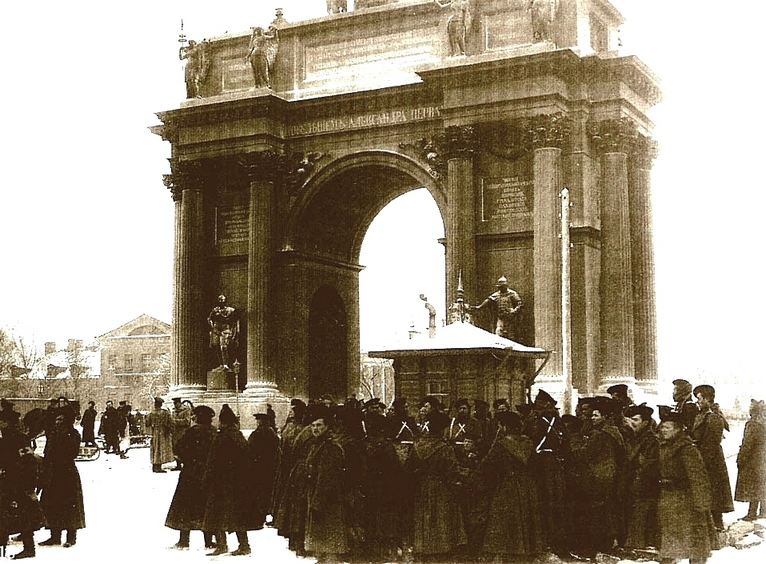
Солдаты у Нарвских ворот накануне 9 января

С начала январской забастовки власти следили за развитием событий спокойно. Тот факт, что забастовкой руководило легальное рабочее общество во главе со священником, казался надёжной гарантией того, что она не выльется в массовые беспорядки. Начальник петербургского охранного отделения сообщал в Департамент полиции, что рабочие ведут себя спокойно, поддерживают порядок и гонят со своих собраний революционных агитаторов. В министерстве внутренних дел полагали, что влияние, которое имеет на рабочих священник Гапон, удержит их от противозаконных действий. Не последнюю роль в развитии событий сыграли личные отношения Гапона с градоначальником И. А. Фуллоном. Рассказывают, что когда в Петербурге началась забастовка, Фуллон вызвал к себе Гапона и имел с ним разговор. Священник заверил генерала, что пока он находится во главе рабочих, он сумеет удержать рабочих от противоправительственных действий. Но в качестве залога своего успеха он потребовал от градоначальника дать ему честное «солдатское» слово, что его никто не арестует. Фуллон дал ему такое слово и в дальнейшем уже не счёл возможным его нарушить. Так, во всяком случае, объяснял причины оставления Гапона на свободе сам Фуллон.
Спокойное отношение властей к забастовке продолжалось до 7 января, когда Гапон распространил среди рабочих петицию политического содержания и начал агитировать за прямое обращение к царю. Однако ещё до этого произошло событие, взбудоражившее правящие круги и посеявшее среди них страх. 6 января во время Крещенского водосвятия на Неве, на котором по традиции присутствовал император, одним из артиллерийских орудий был произведён выстрел в направлении царской палатки. Орудие, предназначенное для учебной стрельбы, оказалось заряженным боевым снарядом. Снаряд разорвался недалеко от палатки Николая II и произвёл ряд повреждений; были разбиты стёкла четырёх дворцовых окон. Никто не погиб, но был ранен городовой по фамилии Романов. Впоследствии расследование показало, что происшедшее было несчастным случаем. Но в тот день известие о выстреле по царской палатке произвело тревожное впечатление. По городу поползли слухи о покушении на царя. Вечером 6 января Николай II в спешном порядке покинул город и выехал в Царское Село.
7 января правительству стало известно о содержании гапоновской петиции. В министерство внутренних дел было доставлено несколько экземпляров текста. Политические требования петиции произвели на чиновников шокирующее впечатление. Для всех было полной неожиданностью, что движение приняло такой оборот. Ознакомившись с текстом петиции, министр юстиции Н. В. Муравьёв пожелал встретиться с Гапоном. В назначенное время священник прибыл в министерство юстиции. «Скажите мне откровенно, что всё это значит?» — спросил его Муравьёв. Взяв с министра честное слово, что тот его не арестует, Гапон обратился к нему с горячей речью. В своей речи он рисовал бедственное положение рабочего класса и говорил о неизбежности политических реформ в России. Он убеждал министра пасть в ноги царю и умолять его принять петицию, обещая, что его имя будет записано в анналы истории. Однако Муравьёв не поддержал Гапона, ответив, что у него есть свой долг, которому он останется верен. Тогда Гапон попросил связать его по телефону с министром внутренних дел П. Д. Святополк-Мирским. Но последний вообще отказался говорить со священником. Впоследствии Святополк-Мирский объяснял свой отказ беседовать с Гапоном тем, что не знал его лично.
Вечером 8 января у министра внутренних дел состоялось совещание, на котором обсуждалось сложившееся положение. На совещании присутствовали: министр внутренних дел П. Д. Святополк-Мирский, министр юстиции Н. В. Муравьёв, министр финансов В. Н. Коковцов, товарищ министра внутренних дел К. Н. Рыдзевский, товарищ министра внутренних дел П. Н. Дурново, товарищ министра финансов В. И. Тимирязев, директор департамента полиции А. А. Лопухин, градоначальник Санкт-Петербурга И. А. Фуллон и начальник войск гвардии и Санкт-Петербургского военного округа Н. Ф. Мешетич. Святополк-Мирский в двух словах посвятил собравшихся в суть событий. По некоторым данным, министр высказал мысль, что рабочих можно допустить на Дворцовую площадь, при условии, что они согласятся избрать депутацию. Однако против этого энергично выступили Муравьёв и Коковцов. Муравьёв рассказал собравшимся о своей встрече с Гапоном и о произведённом им впечатлении. Министр характеризовал Гапона как «ярого революционера» и «убеждённого до фанатизма социалиста». Муравьёв предложил арестовать Гапона и тем обезглавить возникшее движение; его поддержал Коковцов. Фуллон высказался против ареста Гапона, но заявил, что допускать рабочих на площадь нельзя, так как это может повлечь непредсказуемые последствия; при этом он напомнил Ходынскую катастрофу. По итогам заседания было решено: расставить на окраинах заставы из воинских подразделений и не допускать рабочих в центр города, а в случае неповиновения действовать силой. Было решено также разместить войска на Дворцовой площади, на случай, если часть рабочих всё-таки проникнет в центр. По свидетельству участников совещания, ни у кого из них не возникло беспокойства, что дело дойдёт до кровопролития. По-видимому, чиновники полагали, что один вид вооружённых солдат остановит рабочих и они разойдутся по домам.
Поздно вечером 8 января Святополк-Мирский и директор Департамента полиции А. А. Лопухин отправились в Царское Село к Николаю II. Министр ознакомил царя с письмом Гапона и рабочей петицией; он характеризовал Гапона как «священника-социалиста» и сообщил императору о принятых мерах. Царь записал об этом в своём дневнике. В тот же вечер Святополк-Мирский поручил шефу жандармов К. Н. Рыдзевскому арестовать Гапона и препроводить его в Петропавловскую крепость. Однако полиция не решилась исполнить это поручение. По свидетельству генерала А. А. Мосолова, Рыдзевский объяснял это тем, что Гапон «засел в одном из домов рабочего квартала, и для ареста пришлось бы принести в жертву не менее 10 человек полиции».
Вечером 8 января в редакции газеты «Наши дни» собралась демократическая интеллигенция. Обсуждался вопрос о завтрашнем шествии к царю и способах предотвратить кровопролитие. Все были уверены, что столкновение рабочих с войсками неизбежно. Присутствовавший на собрании Максим Горький предложил послать депутацию к министру внутренних дел, чтобы предупредить его о мирных намерениях рабочих. Тут же была избрана депутация из десяти человек, в которую вошли: Максим Горький, Н. Ф. Анненский, В. А. Мякотин, А. В. Пешехонов, К. К. Арсеньев, В. И. Семевский, Н. И. Кареев, И. В. Гессен, Е. И. Кедрин и рабочий Д. В. Кузин. Поздно вечером депутация прибыла в министерство внутренних дел. Здесь депутаты узнали, что Святополк-Мирский только что уехал в Царское Село. Вместо министра их принял командир корпуса жандармов К. Н. Рыдзевский. Последний сообщил депутатам, что правительство обо всём осведомлено и не нуждается в их советах; вместо этого им следовало бы обратиться с увещанием к рабочим. Тогда депутация отправилась к председателю Комитета министров С. Ю. Витте. Выслушав взволнованные речи депутатов, Витте заявил, что он не осведомлён о решениях, принятых правительством, и поэтому не может вмешаться. Он предложил депутатам ещё раз обратиться к министру внутренних дел, с которым тут же связался по телефону. Однако Святополк-Мирский ответил, что ему всё известно и в приёме депутации нет необходимости. Разочарованные депутаты вернулись в редакцию «Наших дней».

## Разгон рабочего шествия

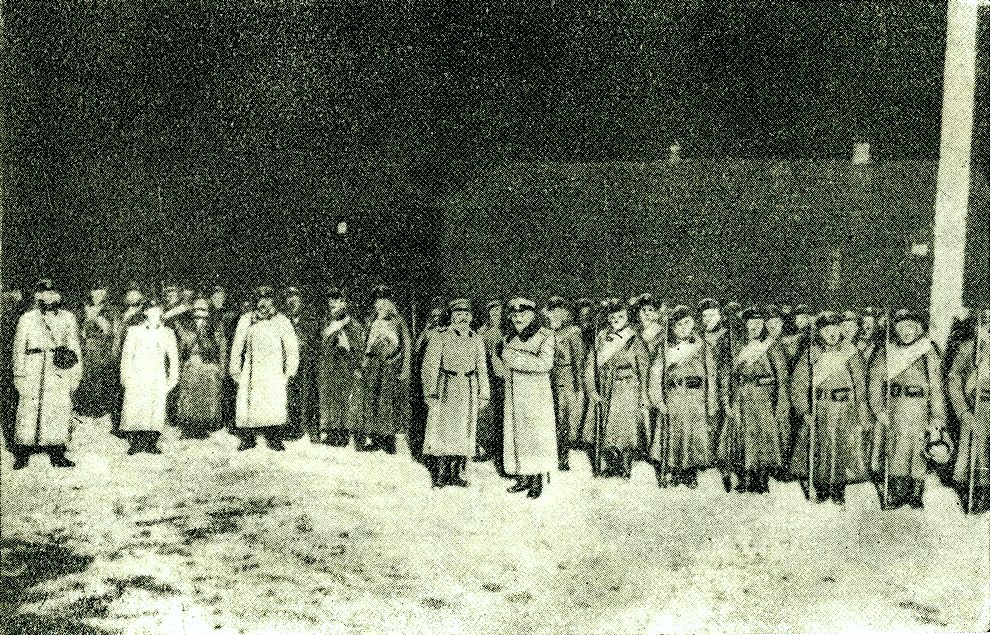
Ждут. Солдаты у Нарвских ворот утром 9 января. Фотография

Утром 9 (22) января собравшиеся в рабочих районах Петербурга — за Нарвской и Невской заставами, на Выборгской и Петербургской стороне, на Васильевском острове и в Колпине — многолюдные колонны начали своё движение к Дворцовой площади в центре города. Их общая численность доходила до 140 тысяч человек.
Местами сбора рабочих были отделы «Собрания», которых к этому времени насчитывалось 11 — Выборгский, Нарвский, Василеостровский, Коломенский, Рождественский, Петербургский, Невский, Московский, Гаваньский, Колпинский и на Обводном канале. В каждом районе шествие возглавлял председатель отдела со свитком петиции. По плану Гапона, колонны должны были преодолеть заставы на окраинах города и к 2 часам дня соединиться на Дворцовой площади. Здесь рабочие должны были вызвать царя из Царского Села и предложить ему принять депутацию. В случае согласия рабочие избирали из своей среды депутацию во главе с Гапоном, которая встречалась с царём, вручала ему петицию и предлагала её рассмотреть. Однако царь должен был немедленно клятвенно обещать подписать два указа — о всеобщей политической амнистии и созыве всенародного Земского собора. Если царь соглашался, Гапон выходил к народу и махал белым платком, что означало сигнал к всенародному торжеству. Если царь отказывался, Гапон выходил к народу и махал красным платком, что означало сигнал к всенародному восстанию. В этом случае рабочие должны были знать, что у них больше нет царя и они должны добыть себе свободу сами.

### Диспозиция войск
В ночь на 9 января в Петербург начали прибывать войска. Согласно решению, принятому накануне на совещании военных и полицейских чинов, весь город был разделён на 8 районов. В каждый из районов был назначен отряд войск из пеших и конных частей во главе с начальником отряда. В помощь начальникам отрядов были назначены местные полицейские приставы с младшими офицерами, околоточными надзирателями и отрядами городовых. Основные контингенты войск были размещены на мостах через Неву и Обводный канал, а общий резерв сосредоточен на Дворцовой площади. Перед отрядами была поставлена задача не допускать рабочие массы из пригородных участков в центр города и осуществлять патрульную службу для оказания содействия полиции. Общее командование частями, назначенными для подавления беспорядков, было возложено на командующего Гвардейским корпусом князя С. И. Васильчикова. Непосредственным начальником князя Васильчикова был командующий войск гвардии и Петербургского военного округа, дядя царя великий князь Владимир Александрович.
Вечером 8 января была разработана диспозиция войск всех восьми отрядов, в которую вошли все находившиеся в Петербурге гвардейские полки и остальные части Петербургского гарнизона. Ввиду недостаточности этих сил распоряжением штаба войск гвардии и Петербургского военного округа были затребованы срочные подкрепления из Пскова, Ревеля и Петергофа. В ночь на 9 января войска прибыли в Петербург и заняли свои позиции. По подсчётам советского историка В. Д. Бонч-Бруевича, в войсках Петербургского гарнизона, призванных в город, находилось около 22 278 человек, а в войсках, прибывших на подкрепление, — около 8550 человек, итого около 30 828 человек пехоты и кавалерии. Если же прибавить к этому 10 000 внутренней полиции и прочей охраны, то всего на подавление беспорядков было брошено около 40 000 человек. Утром весь город представлял собой огромный военный лагерь. По всем улицам были расположены воинские части, горели костры и дымились походные кухни. Все мосты через Неву были заняты войсками, а по улицам разъезжали конные отряды.
| Район                                                               | Командиры | Подразделения | Всего                              | Диспозиция |
| ------------------------------------------------------------------- | --- | --- | ---------------------------------- | --- |
| Васильевский остров                                                 | Генерал-майор Самгин Статский советник Пащенко | Лейб-гвардии Финляндского полка, Лейб-гвардии Стрелкового полка — 2 батальона Лейб-гвардии Казачьего его величества полка — 2 сотни Лейб-гвардии Уланского её величества полка — 2 эскадрона 89-го пехотного Беломорского полка — 1 рота                                                                                           | 2 ¼ батальона 2 эскадрона 2 сотни  | 2 роты — Николаевский мост 2 роты — Дворцовый мост 2 роты — против Горного института 3 роты, 2 эскадрона и 2 сотни — общий резерв |
| Петербургская часть                                                 | Генерал-майор Рагозин Подполковник Крылов | Лейб-гвардии Гренадерского полка, Лейб-гвардии Павловского полка — 2 батальона Лейб-гвардии Уланского её величества полка — 2 эскадрона Лейб-гвардии Казачьего его величества полка — ½ сотни | 2 батальона 2 ½ эскадрона          | 2 роты — Биржевой мост 2 роты — Троицкий мост 4 роты и 2 эскадрона — резерв |
| Выборгская часть                                                    | Генерал-майор Белов Подполковник Шалфеев | Лейб-гвардии Московского полка — 2 батальона Лейб-гвардии Уланского её величества полка — 1 эскадрон Лейб-гвардии Драгунского полка — 1 эскадрон | 2 батальона 2 эскадрона            | 2 роты — Литейный мост 2 роты — Клиника Вилие 4 роты и 2 эскадрона — резерв |
| Коломенская и Нарвская части                                        | Генерал-майор Рудановский Ротмистр Давыдов Подполковник Сокович                                                                                         | Гвардейского экипажа — 1 ½ батальона Лейб-гвардии Измайловского полка — 1 батальон 91-го пехотного Двинского полка — 3 роты 93-го пехотного Иркутского полка — 2 роты 96-го пехотного Омского полка — 2 роты Лейб-гвардии Конно-гренадерского полка — 3 эскадрона                                                                  | 4 ¼ батальона 3 эскадрона          | Нарвские ворота — 2 роты, 1 эскадрон Лейхтенбергская улица — 1 рота Варшавский мост — 1 рота Старый Калинкинский мост — 2 роты в Нарвской части (верфь) — 3 роты Малый Калинкинский мост — 1 рота угол Английского проезда и Мойки — 1 эскадрон и 1 рота Английская набережная против Замятнина переулка — 2 роты Английский пр., угол Офицерской — 3 роты (резерв) |
| Александро-Невская, Рождественская части и Шлиссельбургский участок | Генерал-майор Ширма Подполковник Бабулевич Подполковник Васильев Подполковник Лесников Подполковник Романкевич Подполковник Дейтрих Подполковник Иванов | Лейб-гвардии Атаманского полка — 4 сотни Лейб-гвардии Драгунского полка — 2 эскадрона Лейб-гвардии Преображенского полка — 1 батальон 90-го пехотного Онежского полка — 2 роты 91-го пехотного Двинского полка — 1 рота 89-го пехотного Беломорского полка — 1 рота 198-го пехотного резервного Александро-Невского полка — 2 роты | 2 ½ батальона 2 эскадрона 4 сотни  | Архангелогородский мост у Невы — 2 роты и у Шлиссельбургской части — 2 эскадрона Невский пр., угол Суворовского — 4 роты, 1 эскадрон Знаменская площадь (резерв) — 2 роты, 1 эскадрон Новокаменный мост, угол Лиговской и Обводной — 1 рота, 1 эскадрон Суворовский проспект, Академия генерального штаба — 1 рота, 1 эскадрон                                      |
| Московская часть                                                    | Генерал-майор Лангоф Подполковник Менчуков | Лейб-гвардии Семёновского полка — 2 ½ батальона Лейб-гвардии Егерского полка — ¾ батальона Лейб-гвардии Драгунского полка — 2 эскадрона | 3 ¼ батальона 2 эскадрона          | 2 роты, 1 эскадрон — угол Боровой и Обводного канала Московская застава — 2 роты, 1 эскадрон Новый Московский мост (Обводный канал) — 2 роты Московская часть — 1 ¾ батальона (резерв) |
| Казанская, Спасская и Литейная части                                | Генерал-майор Гадон Подполковник Пчелин | Лейб-гвардии Преображенского полка — 3 роты Лейб-гвардии Сапёрного батальона — 1 рота Лейб-гвардии Конно-гренадерского полка — 2 эскадрона | 1 батальон 2 эскадрона             | Гостиный двор — 1 рота и 1 эскадрон конно-гренадер Казанская, № 3 — 1 рота и 1 эскадрон 1 рота — Дума |
| Адмиралтейская часть                                                | Генерал-майор Щербачёв | Лейб-гвардии Павловского полка — 2 батальона Лейб-гвардии Преображенского полка — 3 роты Кавалергардского полка — 4 эскадрона Лейб-гвардии Казачьего его величества полка — 2 сотни Лейб-гвардии Конного полка — 4 эскадрона | 2 ¾ батальона 8 эскадронов 2 сотни | 1 батальон лейб-гвардии Павловского полка и 2 сотни Казачьего полка — выслать к Зимнему дворцу к 9 часам утра Лейб-гвардии Павловского полка 1 батальон и 3 роты Преображенского полка 11 часов утра — Дворцовая площадь Кавалергардский полк, лейб-гвардии Конный полк готовы к 9 часам утра, а в 11 часов утра прибывают на Дворцовую площадь                     |

### У Нарвских ворот

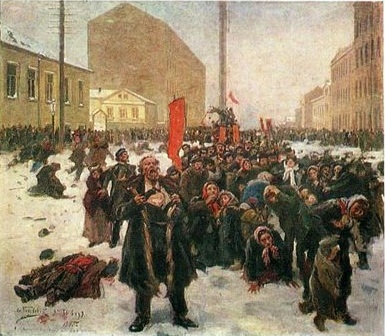
«9 января 1905 года», картина В. Маковского, 1907 год

Утром 9 января у Нарвского отдела «Собрания» на Петергофском шоссе собралось от 3 до 50 тысяч рабочих. Прибывший к ним священник Гапон отслужил молебен и обратился к собравшимся с напутственным словом. «Если царь не исполнит нашу просьбу, то значит, — у нас нет царя», — сказал Гапон и двинулся во главе процессии к центру города. Рядом с Гапоном шли руководители «Собрания» — рабочие И. В. Васильев, Д. В. Кузин, В. А. Иноземцев и другие. Для придания шествию характера крестного хода рабочими были взяты в близлежащей часовне несколько хоругвей, крест, иконы и портреты императора. «С портретом царя перед собой шли рабочие массы Петербурга к царю. Во главе одного из многочисленных потоков шёл священник Гапон. Он поднял крест перед собой — словно вёл этих людей в землю обетованную. За ним следовала верующая паства», — писал современник. Первые ряды шли плотной массой, взявшись за руки, с обнажёнными головами и с пением «Спаси, Господи, люди Твоя». Сзади несли транспарант с надписью «Солдаты! Не стреляйте в народ!»
Около 11.30 утра процессия приблизилась к Нарвским триумфальным воротам, возле которых её ожидали войска — эскадрон конно-гренадер и две роты 93-го пехотного Иркутского полка. При приближении толпы от войска отделился отряд конно-гренадер и, обнажив шашки, во весь опор бросился на толпу. Толпа раздалась в стороны, послышались крики и стоны раненых. По данным военного рапорта, в этот момент из толпы послышались два выстрела, трое солдат получили удары палками, а одному взводному был нанесён удар крестом. Встретив сопротивление, эскадрон прорезал толпу и, сделав круг, вернулся обратно к воротам. «Вперёд, товарищи, свобода или смерть!» — прохрипел Гапон. Толпа сомкнулась и с негодующим рёвом продолжила свой ход. По воспоминаниям одного из участников, передние ряды ринулись в сторону солдат ускоренным шагом, почти бегом. В это время раздался сигнальный рожок, и по толпе был произведён ружейный залп. Участники шествия легли на снег, но затем снова поднялись и двинулись вперёд. Тогда по ним было произведено ещё четыре залпа. Первые ряды повалились на землю, задние обратились в бегство. Толпа разбегалась, оставляя на снегу около 40 убитых и тяжело раненых. Выстрелами были убиты председатель «Собрания русских фабрично-заводских рабочих» Иван Васильев и старик Лаврентьев, нёсший царский портрет. Оставшиеся в живых сползали на лёд речки Таракановки и уходили по льду. Гапон был уведён с площади эсером П. М. Рутенбергом и спрятан на квартире Максима Горького.

### У Троицкого моста

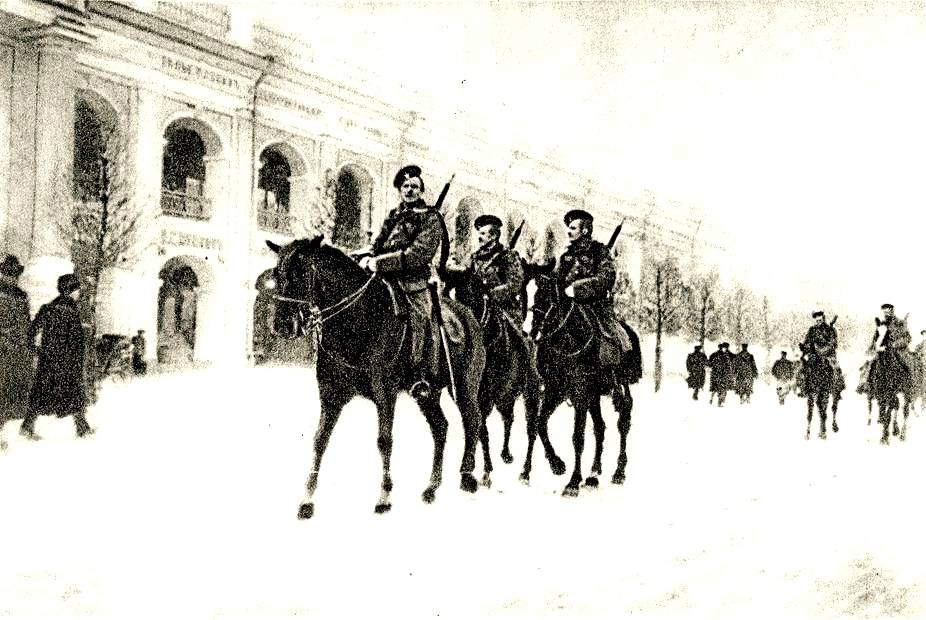
Кавалеристы на улицах Петербурга 9 января. Фотография

В 12 часов дня было разогнано шествие на Петроградской стороне. Шествие началось у Петербургского отдела «Собрания» в Геслеровском переулке и было особенно многолюдным. Колонна численностью, по разным оценкам, от 3 до 20 тысяч человек двинулась по Каменноостровскому проспекту по направлению к Троицкому мосту. Как и на Петергофском шоссе, колонна шла плотной массой, передние ряды шли, взявшись за руки. При приближении к Троицкому мосту шествие было встречено частями Павловского полка и кавалерией. Вышедший вперёд офицер попытался остановить толпу, что-то крича и махая рукой. От толпы отделились три депутата со свитком петиции и, приблизившись к офицеру, просили его пропустить колонну. Тогда офицер отбежал в сторону, махнул рукой, и пехота начала стрелять. Повалились убитые и раненые. После первого залпа колонна продолжала двигаться вперёд, после второго дрогнула, после третьего отхлынула назад. Рабочие разбегались, успев подобрать с собой по меньшей мере 40 убитых и раненых. Вдогонку убегающим был послан отряд улан, которые рубили шашками и топтали конями тех, кто не успел спрятаться. Шествие было рассеяно.
Рабочие Выборгского отдела «Собрания», находившегося на Оренбургской улице, должны были идти на соединение с рабочими Петербургского отдела. Предполагалось, что они соединятся на Каменноостровском проспекте и двинутся к центру по Троицкому мосту. Председатель Выборгского отдела Н. М. Варнашёв, предвидя столкновение с войсками, предложил всем, прибывшим в отдел до 11 часов, идти к центру города отдельными группами. Остальная масса, собравшаяся после 11 часов, двинулась в 12-м часу через Сампсониевский мост по Большой Дворянской улице. Когда колонна подходила к Каменноостровскому проспекту, против неё была выслана кавалерия. Конница трижды прорезала толпу взад и вперёд, рубя и сшибая людей. Шествие было разогнано без применения огнестрельного оружия. Отдельные рабочие перебирались по льду через Неву и мелкими группами проникали в центр города.

### На Шлиссельбургском тракте
Шествие от Невского отдела «Собрания» возглавлял председатель отдела Н. П. Петров. Утром рабочие собрались у отдела в Ново-Прогонном переулке и, поклявшись не отступать, двинулись в сторону Шлиссельбургского тракта. По разным данным, шествие насчитывало от 4 до 16 тысяч человек. Выйдя на Шлиссельбургский тракт, колонна двинулась к центру города и беспрепятственно дошла до Скорбященской церкви, где была встречена пехотой и двумя сотнями казаков Атаманского полка. Три депутата во главе с председателем отдела Петровым приблизились к офицеру и вступили с ним в разговор, прося пропустить рабочих к Зимнему дворцу. Офицер потребовал от рабочих разойтись и для устрашения приказал дать три залпа холостыми патронами. Толпа отхлынула назад, но не отступила. Некоторые рабочие пытались бежать, но их останавливали другие, говоря: «Товарищи!.. Стой!.. Не изменяйте!» Тогда офицер бросил вперёд отряд казаков, которые стали оттеснять толпу шашками и пиками. Толпа то подавалась назад, то снова напирала, несколько человек были ранены. Наконец, средняя часть толпы проломила забор, отделявший проспект от Невы, и высыпала на лёд реки. Тысячи рабочих двинулись к центру города по льду.
Рабочие Колпинского отдела «Собрания» во главе с председателем Е. М. Быковым отправились в Петербург из Колпина рано утром, в 4 часа утра. Заслушав петицию и взяв с собой узелки с едой, колпинцы в количестве от 250 до 1000 человек вышли в дорогу и к 11 часам достигли Петербурга. На Шлиссельбургском тракте они были остановлены казачьей сотней. Председатель Быков с петицией в руках направился к офицеру и вступил с ним в переговоры. Офицер сказал, что прямо по проспекту идти нельзя, но разрешил рабочим идти к центру города по льду Невы. При выходе с Невы, на Калашниковском проспекте, группа была остановлена другим офицером, который сказал, что идти толпой нельзя, но можно идти мелкими группами. Тогда колпинцы разбились на отдельные группы и благополучно прибыли на Дворцовую площадь.

### На Васильевском острове

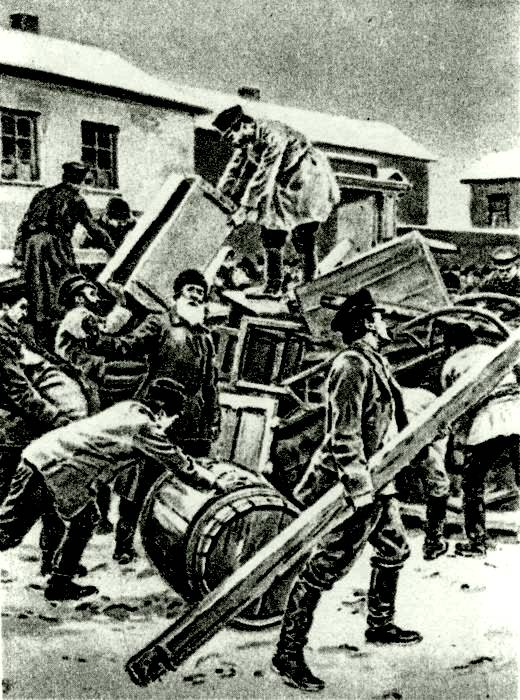
Баррикады на Васильевском острове. Британский художник-корреспондент Фрэнк Дадд, 1905 г.

Рабочие Василеостровского отдела «Собрания», находившегося на 4-й линии Васильевского острова, двинулись из отдела в 12-м часу. С утра в отделе продолжали собирать подписи под петицией и произносить речи. Затем, пропев «Отче наш», рабочие в количестве около 6 тысяч человек двинулись по 4—5-й линии к набережной Невы. Шествие возглавляли председатель отдела К. В. Белов, рабочие А. Е. Карелин, В. М. Карелина, Г. С. Усанов и другие. При выходе на набережную, у Академии художеств, шествие было встречено отрядами пехоты и кавалерии. Вожаки вышли вперёд и показывали, что они безоружны. Навстречу им был брошен отряд казаков, который пытался оттеснить колонну нагайками и шашками, но она продолжала идти вперёд. Офицер приказал пехоте взять ружья на изготовку. Заиграл сигнальный рожок, но колонна не отступила, а передние ряды распахнули пальто, подставляясь под пули. Тогда пехота расступилась, и из-за неё вырвался новый отряд кавалерии с обнажёнными шашками. Казаки рубили, стегали нагайками и топтали лошадьми. Колонна была смята и отброшена, люди толпами бежали к Среднему проспекту. Основная масса отступила обратно к отделу, где начали произносить речи.
По свидетельству художника В. А. Серова, наблюдавшего за происходившим из окон Академии художеств, «То, что пришлось видеть мне из окон Академии художеств 9 января, не забуду никогда — сдержанная, величественная, безоружная толпа, идущая навстречу кавалерийским атакам и ружейному прицелу — зрелище ужасное».
Пока руководители отдела совещались, инициативу перехватили представители революционных партий. Группа социал-демократов обратилась к толпе с призывом вооружаться и строить баррикады. Предложение было поддержано частью собравшихся. Толпа в 1500 человек направилась к оружейной мастерской Шаффа на 14—15-й линии, по дороге останавливая и разоружая городовых и офицеров. Разгромив оружейную мастерскую, восставшие вооружились клинками и возвратились на 4-ю линию, где приступили к строительству баррикады. Баррикада была сооружена из досок, бочек и поваленных телеграфных столбов и обтянута с двух сторон телеграфными проводами. Около 3 часов дня к баррикаде подошла рота Финляндского полка. На баррикаде взвился красный флаг и появился оратор, обратившийся к солдатам с зажигательной речью, а из соседнего строящегося дома полетели кирпичи и послышались выстрелы. После предупреждений по баррикаде был произведён залп, а оратора подняли на штыки. Баррикада была разобрана. В пятом часу дня на Малом проспекте, между 4-й и 8-й линиями, толпа, достигшая до 8 тысяч человек, соорудила новую баррикаду, однако была вновь разогнана войсками, которые произвели несколько залпов в толпу. До конца дня на острове было возведено ещё несколько баррикад.

### У Александровского сада

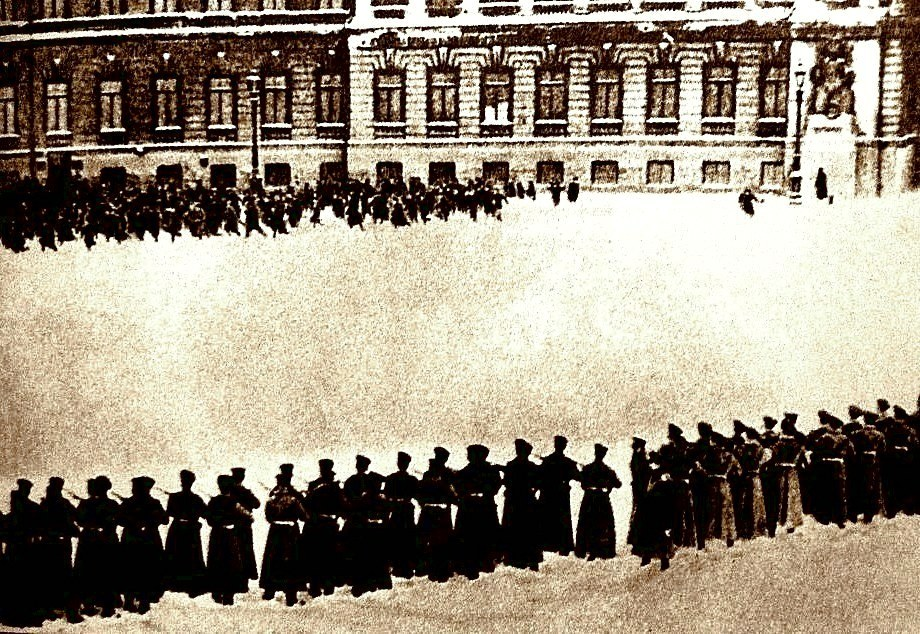
Стрельба на Дворцовой площади у здания Генерального штаба, из фильма «Девятое января» (1925)

Около 12 часов дня на Дворцовой площади напротив Зимнего дворца стал собираться народ. Сюда попали те из рабочих, которые пробирались к центру мелкими группами, и те, кому удалось пройти через заставы. Вся Дворцовая площадь была заполнена военными, по ней разъезжали конные отряды, а солдаты выкатили пушки. К 2 часам дня на площади собралось несколько тысяч человек. Толпа сгустилась у решётки Александровского сада и у ближайшего крыла Генерального штаба. Кроме рабочих, здесь было много случайной публики. День был выходной, и жители Петербурга отправились к дворцу посмотреть, как царь выйдет к народу принять челобитную. Один рабочий из Колпина держал в руках свиток петиции. Прибывающие с застав рабочие рассказывали, как их встретили солдаты. Говорили о стрельбе на заставах, о множестве убитых и раненых. У Нарвских ворот произошла форменная бойня, говорили, что Гапон убит. Напряжение в толпе нарастало.
Около 2 часов дня толпу попытались оттеснить конные отряды, однако эти попытки оказались безуспешными. Рабочие, взявшись за руки, обступили кавалеристов плотной стеной, не давая им возможности повернуться. Со стороны демонстрантов раздавались дерзкие заявления, что они не разойдутся, хотя бы в них стреляли. Солдат упрекали, что они воюют не с японцами, а со своим народом. Численность собравшихся продолжала расти. В 2 часа дня напротив толпы выстроилась рота Преображенского полка. Солдаты взяли ружья на изготовку. Офицер трижды предупредил собравшихся, что если они не разойдутся, в них будут стрелять. В ответ демонстранты махали шапками и кричали: «Стреляйте!» Раздался сигнальный рожок. Толпа продолжала стоять, старики сняли шапки и стали креститься. Раздался залп, и на землю повалились раненые. Затем рота повернулась вполоборота и дала второй залп. Толпа взвыла и бросилась бежать к Адмиралтейскому проспекту, а вслед за ней бросилась сотня казаков, избивая нагайками бегущих. Толпы отхлынули назад, количество раненых и убитых составило около 30 человек. Вскоре Дворцовая площадь и Адмиралтейский проспект были полностью очищены от демонстрантов.

### На Невском проспекте

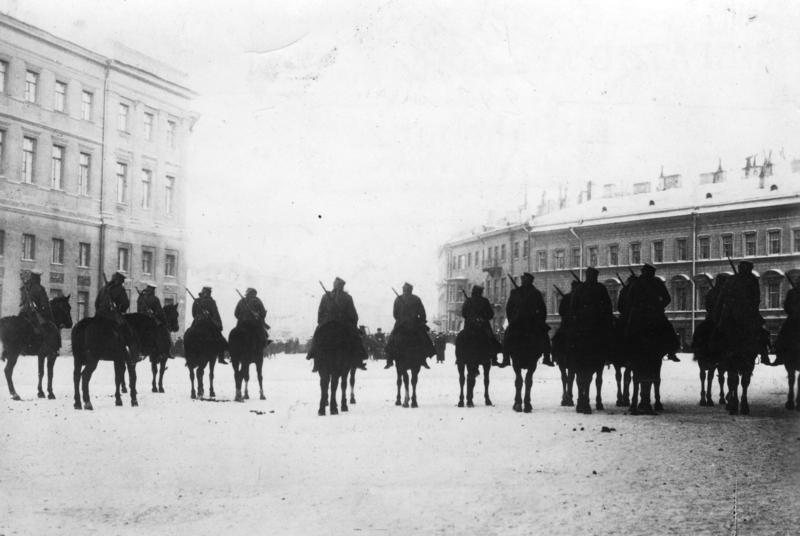
9 января 1905 г. Кавалеристы у Певческого моста задерживают движение шествия к Зимнему дворцу

С 11 часов дня на Невском проспекте стал собираться народ. Группы рабочих, шедших из разных районов города, двигались к Зимнему дворцу и сливались в единую массу. «Шли молча, сосредоточенно, с угрюмым упорством на лице, — вспоминал очевидец. — Иногда впереди создавалась заминка, некоторые в испуге поворачивали назад, на них сурово кричали, стыдили за малодушие и шли, шли. В этом упорном движении вперёд чувствовалась огромная непреодолимая сила». К 2 часам дня весь Невский был запружен толпами рабочих и случайной публики, количество которой постоянно росло. На выходе к Дворцовой площади толпу сдерживали отряды кавалерии, и весь участок Невского от Дворцовой площади до Мойки заполнился сплошной массой. Задние ряды напирали на передние, и кавалерия с трудом сдерживала их напор. В 2 часа дня на Дворцовой площади послышались залпы, и от Александровского сада на Невский стали выносить тела убитых и раненых. Мирное настроение толпы мгновенно переменилось. Спокойная до того толпа взорвалась яростью и негодованием. В адрес военных понеслись крики и угрозы. Солдат ругали «палачами», «убийцами», «хунхузами» и «кровопийцами». В конные отряды со всех сторон полетели камни, палки и куски льда. Толпа набрасывалась на отдельных военных и полицейских, отнимала у них шашки и подвергала жестоким побоям. На Невском спонтанно образовалось несколько митингов. На них звучали призывы «К оружию!» и крики «Долой самодержавие!» Кто-то предложил громить арсеналы. В проезжавший по Морской улице конный разъезд были произведены два выстрела из револьвера.
Для усмирения бушующей толпы на Невский и в прилегающие районы было выслано несколько воинских подразделений. Отряды конницы пытались разрезать и оттеснить толпу, но толпа каждый раз снова смыкалась. Около 4 часов дня со стороны Морской на Невский вышла рота Семёновского полка. Продвигаясь по проспекту, пехота оттесняла демонстрантов, но толпа не отступала, а сгущалась, бросая в солдат камни и палки и осыпая их проклятиями. Некоторые демонстранты, приближаясь к военным, произносили речи и пытались агитировать солдат. Командовавший отрядом полковник Н. К. Риман попытался прекратить агитацию, но был встречен градом оскорблений. «Убийцы, вас всех перебить надо!» — кричали из толпы. Тогда полковник Риман со словами: «Вас, бунтовщиков, перестрелять надо!» — выхватил револьвер и выстрелил в толпу. Кто-то упал раненым, но толпа продолжала бушевать. Тогда Риман выстроил роту на Полицейском мосту и, разделив её на две части, приказал открыть стрельбу. Заиграл рожок, и один взвод произвёл два залпа вдоль набережной Мойки. На снегу остались тела убитых и раненых. Спасаясь от выстрелов, люди прыгали на лёд, но и там их настигали пули. Затем рота повернулась, и два взвода произвели по два залпа по Невскому. После первого залпа толпа не расходилась, а некоторые рабочие подставлялись под пули и кричали: «Стреляйте, подлецы!». После второго залпа толпа рассеялась, оставив на снегу десятки тел. По свидетельству капитана Генштаба Е. А. Никольского, полковник Риман отдал приказ о начале стрельбы, не сделав никакого предупреждения, как это было установлено уставом.
Другим свидетелем действий войск у Полицейского моста стал русский поэт, художник и критик М. А. Волошин, вернувшийся утром 9 (22) января из Москвы:
Сани пропускали везде. И меня пропустили через Полицейский мост между шеренгами солдат. Они, в этот момент, заряжали ружья. Офицер крикнул извозчику: «Сворачивай направо». Извозчик отъехал на несколько шагов и остановился. «Похоже, стрелять будут!» Толпа стояла плотно. Но не было рабочих. Была обычная воскресная публика. «Убийцы!.. Ну, стреляйте же!» — крикнул кто-то. Рожок заиграл сигнал атаки. Я приказал извозчику двигаться дальше… Едва мы свернули за угол, послышался выстрел, сухой, несильный звук. Потом ещё и ещё.

### Итоги дня
Всего за 9 января войсками были произведены залпы на Шлиссельбургском тракте, у Нарвских ворот, близ Троицкого моста, на 4-й линии и Малом проспекте Васильевского острова, у Александровского сада, на углу Невского проспекта и улицы Гоголя, у Полицейского моста и на Казанской площади. По данным полицейских докладов и военных рапортов, стрельба во всех случаях была вызвана нежеланием толпы подчиниться требованию остановиться или разойтись. Наэлектризованные агитацией, рабочие не слушали предупреждений и продолжали надвигаться на пехотные ряды даже после атак кавалерии. Военные действовали согласно уставам, позволявшим открывать стрельбу в случае, если толпа не слушает предупреждений и подходит ближе известного расстояния. В большинстве случаев военные делали предупреждения о стрельбе, однако в одних местах демонстранты их не слышали, в других не понимали их смысла, а в третьих не обращали внимания. В течение дня в разных районах города было произведено несколько выстрелов в военных, однако эти выстрелы производились уже после нападения военных на толпу. За день несколько военных были избиты, однако ни один военный не погиб. Двое полицейских, убитых у Нарвской заставы, — Жолткевич и Шорников — были убиты залпами 93-го пехотного Иркутского полка, что подтверждается свидетельствами очевидцев, данными полицейских докладов и результатами вскрытия.

## Вечером 9 января
После разгона шествия у Нарвской заставы священник Гапон был уведён с площади группой рабочих и эсером П. М. Рутенбергом. Во дворе ему остригли волосы и переодели в штатскую одежду, а затем спрятали на квартире Максима Горького. По свидетельству очевидцев, Гапон был шокирован расстрелом манифестации. Он сидел, глядя в одну точку, нервно сжимал кулак и повторял: «Клянусь… Клянусь…» Придя в себя, он попросил бумагу и написал послание к рабочим. В послании говорилось: «Товарищи русские рабочие! У нас нет больше царя. Река крови протекла сегодня между ним и русским народом. Пора русским рабочим без него начать борьбу за народную свободу. Благословляю вас на сегодня. Завтра я буду среди вас». Около 3 часов в квартиру вернулся Горький и сел писать обращение к обществу. В обращении говорилось о депутации, ходившей 8 января к министру внутренних дел, и о событиях 9 января, свидетелем которых стал писатель. В заключение Горький обвинял министра внутренних дел П. Д. Святополк-Мирского и царя Николая II в предумышленном убийстве мирных людей и призывал всех граждан России «к немедленной, упорной и дружной борьбе с самодержавием».
Вечером в здании Вольно-экономического общества собралась демократическая интеллигенция. Обсуждались события дня и вопрос о роли интеллигенции. Произносились шумные речи о необходимости присоединиться к рабочим в их борьбе. Кем-то было выдвинуто предложение собирать деньги на вооружение рабочих; для обсуждения этого вопроса было избрано бюро из 4 человек. Затем собранием было принято «Обращение к офицерам русского войска, не принимавшим участия в бойне 9 января». Офицеров призывали отказаться от поддержки самодержавного режима и перейти на сторону восставшего народа. Обсуждались также вопросы о денежных сборах в пользу забастовщиков и семей пострадавших, организации публичных митингов и составлении воззваний. Вечером на собрание прибыли Максим Горький и переодетый рабочим Гапон. Горький сообщил собравшимся, что Гапон жив, и зачитал его послание к рабочим. Затем на трибуну взошёл Гапон. В короткой речи он призвал собравшихся добыть оружие для рабочих и с оружием в руках продолжать начатую борьбу. После отъезда Гапона и Горького собрание продолжалось, а в 12 часу ночи было разогнано ротой солдат.

## Дальнейшие действия правительства

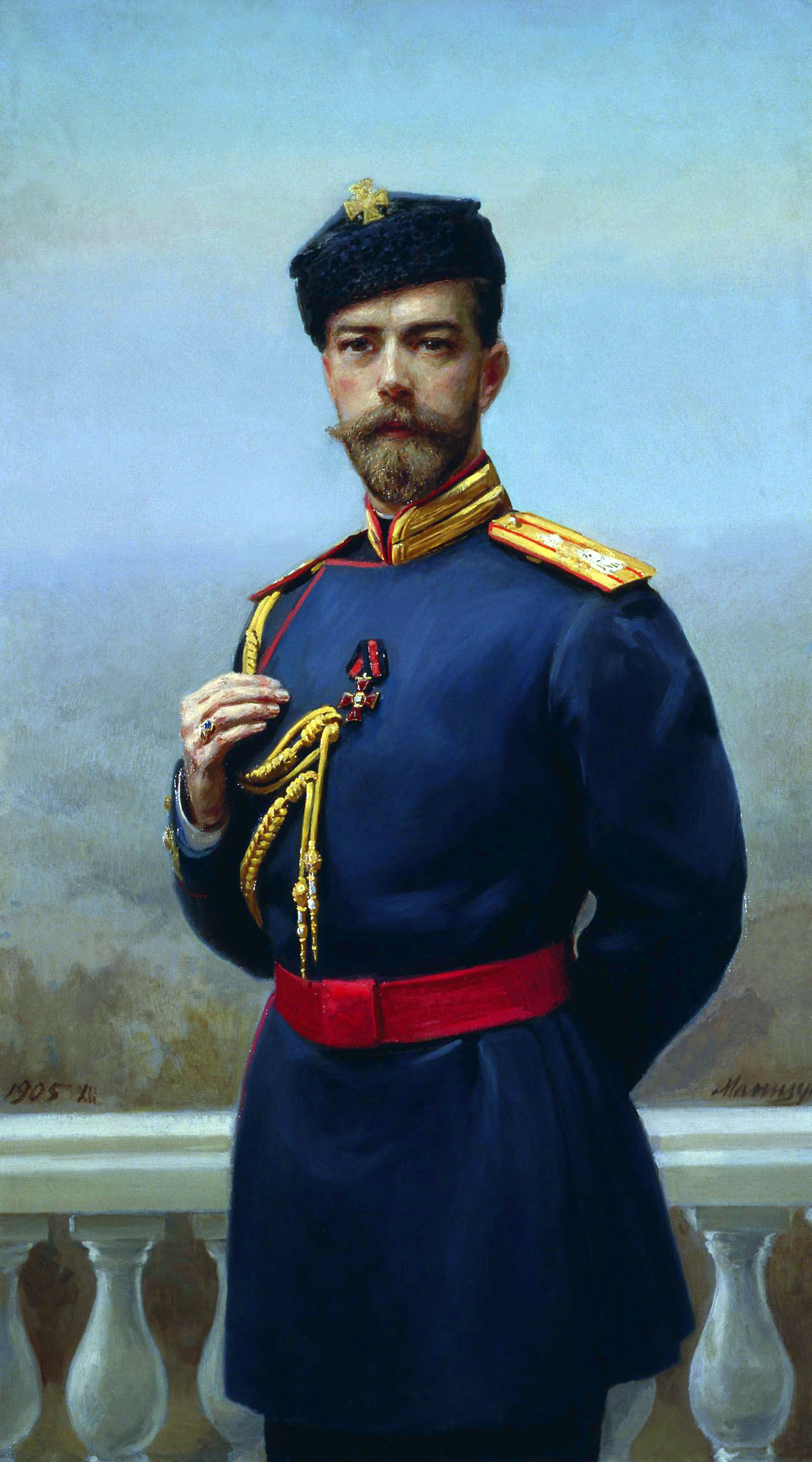
Николай II в 1905 году

Вечером 9 января у министра внутренних дел П. Д. Святополк-Мирского состоялось правительственное совещание. Собравшиеся были взволнованы произошедшими событиями. Министр поставил перед градоначальником И. А. Фуллоном вопрос, кем было отдано распоряжение о стрельбе. Градоначальник сбивчиво объяснил, что был лишён возможности распоряжаться, так как власть в городе фактически перешла в руки военных. Фуллон передал министру прошение об отставке, заявив, что после всего случившегося не считает возможным оставаться на своём посту. Товарищ министра внутренних дел П. Н. Дурново высказал мысль, что не следовало вызывать в город пехотные части, так как толпа была не вооружена и во многих случаях её можно было разогнать нагайками. На это начальник штаба войск гвардии генерал Н. Ф. Мешетич отвечал, что выбор родов войск был осуществлён тщательно и с учётом всех видов оружия. Диспозиция составлялась лично им на основании данных, полученных от градоначальника. Что же касается стрельбы, то это естественное следствие вызова войск: «ведь не для парада же их вызывали?».
Тем же вечером о событиях в Петербурге доложили Николаю II. Император был огорчён и записал в своём дневнике:

«Тяжёлый день! В Петербурге произошли серьёзные беспорядки вследствие желания рабочих дойти до Зимнего дворца. Войска должны были стрелять в разных местах города, было много убитых и раненых. Господи, как больно и тяжело!»— Дневник Николая II
Исключительные события побудили власти принять исключительные меры для подавления беспорядков. Было решено назначить должностное лицо, которое сосредоточило бы в своих руках военную и гражданскую власть в столице. 11 января Николай II подписал указ об учреждении Петербургского генерал-губернаторства. В ведение генерал-губернатора передавались город Петербург и Петербургская губерния; ему были подчинены все гражданские учреждения и предоставлено право самостоятельно вызывать войска. В тот же день на должность генерал-губернатора был назначен бывший московский обер-полицмейстер Д. Ф. Трепов. Мысль о назначении Трепова принадлежала начальнику императорской канцелярии А. А. Мосолову. Трепов был известен своей решительностью при подавлении беспорядков и покровительством зубатовским рабочим организациям; летом 1904 года он выслал из Москвы прибывшего туда с агитационной целью священника Гапона, что также было поставлено ему в заслугу.
Вступив в должность, Трепов начал принимать энергичные меры по подавлению смуты. В Петербурге были произведены массовые аресты, как в среде либеральной интеллигенции, так и среди рабочих. В частности, были арестованы и заключены в Петропавловскую крепость все участники депутации, ходившей 8 января к Святополк-Мирскому с просьбой предотвратить кровопролитие. Членам депутации было предъявлено обвинение в намерении организовать «временное правительство». При обыске у одного из депутатов было найдено воззвание, содержавшее призывы к свержению самодержавия; автором воззвания оказался М. Горький. Писатель был арестован в Риге и доставлен в Петропавловскую крепость. Массовые аресты и обыски производились также среди журналистов; из редакций либеральных газет были изъяты все материалы о событиях 9 января. Газетам было запрещено сообщать о произошедших событиях что-либо, кроме официальных сообщений.
Особое значение Трепов придавал разъяснительной работе в рабочей среде. Разосланные по заводам агитаторы разъясняли рабочим, что они были обмануты студентами, которые использовали их движение в политических целях. 13 января в газетах за подписью Трепова и министра финансов В. Н. Коковцова появилось обращение к рабочим. В обращении говорилось, что беспорядки в Петербурге были вызваны «злонамеренными лицами», которые избрали рабочих орудием для выполнения своих замыслов. Рабочим предлагалось отойти от «злонамеренных лиц» и вернуться к работе, а в обмен обещалась защита от преступных посягательств. Обращение в десятках тысяч экземпляров было распространено по заводам и фабрикам Петербурга. Эта мера возымела действие, и 13 января рабочие стали возвращаться на заводы. 14 января в газетах было опубликовано послание Священного синода «по поводу беспорядков рабочих», составленное под редакцией К. П. Победоносцева. В нём проводилась мысль, что беспорядки 9 января были вызваны подкупом со стороны военных противников России, которые хотели вызвать в ней внутреннюю междоусобицу и затруднить снабжение действующей армии. Рабочих призывали трудиться «в поте лица своего» и остерегаться ложных советников.

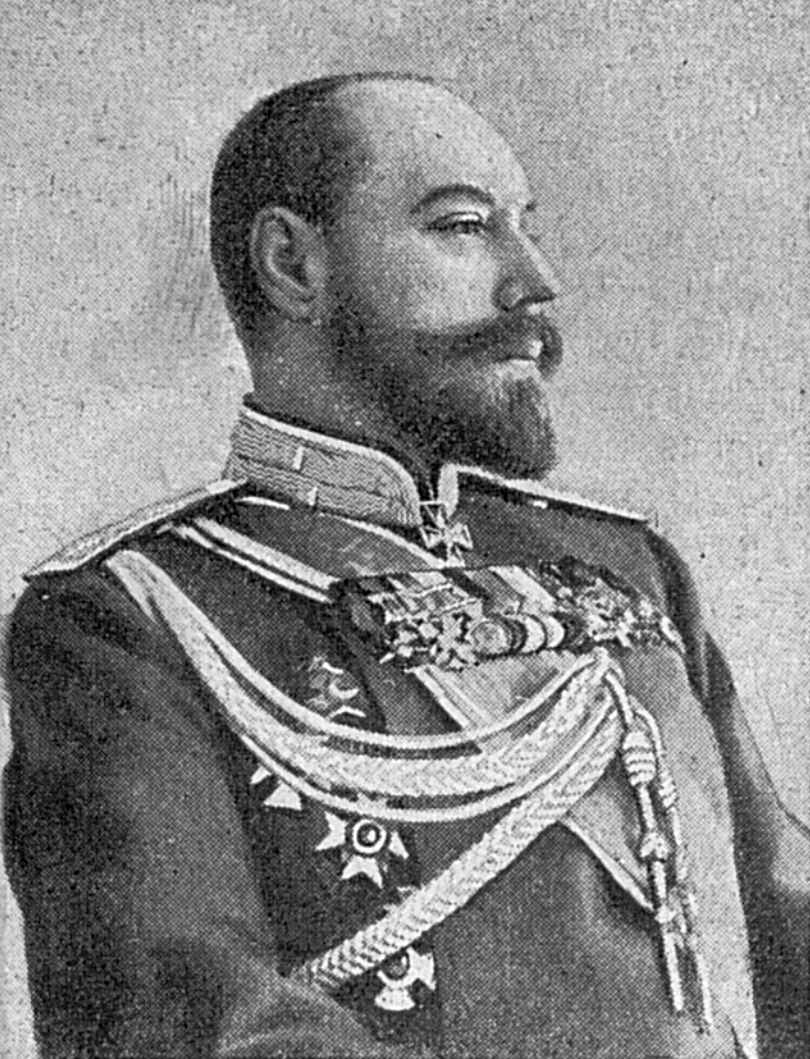
Дмитрий Трепов

Ещё одной инициативой Трепова стала организация рабочей депутации к царю. Трепов был уверен в необходимости личного воздействия императора на рабочих с целью внести успокоение в их среду. Эту мысль он настойчиво внушал Николаю II, и царь согласился с его доводами. Депутация была организована чисто полицейскими методами. К Трепову были вызваны фабриканты, которых обязали представить список рабочих из наиболее благонадёжных — по одному от каждого завода, а от Путиловского — два. Из составленного таким образом списка лично Треповым было выбрано 34 человека, составивших депутацию. 19 января депутаты в сопровождении полиции были доставлены в Зимний дворец, а оттуда особым поездом в Царское Село. Здесь им объяснили цель их привоза, научили, как себя вести, и представили Николаю II. Император поздоровался с каждым из рабочих и прочёл по бумажке заготовленную речь. Затем депутатов отвели в церковь и накормили обедом. Меню: щи, разварная рыба, куры, 4 бутылки водки и 20 бутылок пива, чай со сливками. За обедом депутатам раздали по листку с царской речью, а затем отвезли обратно на вокзал.
Речь императора в черновом варианте была составлена Треповым. В ней говорилось, что рабочие были введены в заблуждение «изменниками и врагами родины», которые поднимали их на бунт против царя и правительства. Царь предупреждал, что стачки и мятежные сборища и впредь будут подавляться вооружённой силой, а это неизбежно вызывает и неповинные жертвы. Царь обещал принять необходимые меры к улучшению жизни рабочих, но призывал их иметь терпение и считаться с интересами предпринимателей. В конце своей речи царь говорил: «Я верю в честные чувства рабочих людей и в непоколебимую преданность их Мне, а потому прощаю им вину их». Император и императрица назначили из собственных средств 50 тысяч рублей для оказания помощи членам семей убитых и раненых 9 января. Речь императора была напечатана в правительственных газетах и вызвала негативную реакцию в обществе. Раненый 9 января рабочий Разорёнов вспоминал: «Манифест этот возмутил всех, кроме его издателей, в особенности он возмутил раненых: „Сперва расстреливает, а потом прощает“». Некоторые раненые отказывались принимать денежную помощь, называя её «ценой за кровь».
В результате событий «Кровавого воскресенья» Николай II не появлялся на публике до торжеств в честь трёхсотлетия дома Романовых в 1913 году.

## Реакция общества
Активизировалась как либеральная оппозиция, так и революционные организации; началась Первая русская революция.
Поползли провокационные слухи о том, что царские войска расстреляли рабочих по приказу Николая II (что по вполне понятным причинам позже стало официальной точкой зрения в советской историографии и даже не обсуждалось советскими историками), более того, что царь лично участвовал в расстреле, якобы стреляя по демонстрантам из пулемёта Мадсена или из винтовки Манлихера.
Резко вверх пошла кривая забастовочного движения: в январе 1905 г., по далеко не полным официальным данным, бастовало более 440 тыс. рабочих (из них от 30 % до 60 % — по политическим мотивам), а в феврале — около 300 тыс. человек. Общее количество бастующих в январе-феврале 1905 года примерно на 200 тыс. человек превышало число участников забастовочного движения за предыдущие четыре года (1901—1904 гг.).
Реакция российских рабочих была географически очень неравномерной: относительно сдержанной в Центральной России, намного более значительной на национальных окраинах. 28 января польские социалисты — как ППС так и СДКПиЛ — призвали к общей забастовке; свыше 400 000 рабочих приняли участие в забастовках по всему Царству Польскому, которые продолжались в течение 4 недель. В течение нескольких недель, которые последовали за Кровавым Воскресеньем, в польских губерниях (в которых проживало менее 1/10 населения империи), прошло столько же забастовок, сколько во всей остальной России. Общие забастовки прошли в Прибалтике (в Ревеле, Вильне и Белостоке); схожая картина забастовок, демонстраций, баррикад и военных столкновений наблюдалась в Тифлисе, откуда «беспорядки» перекинулись на всю Грузию.
12 (25) января редактор либерального журнала «Освобождение» П. Б. Струве поместил в нём статью «Палач народа», в которой писал: «Народ шёл к нему, народ ждал его. Царь встретил свой народ. Нагайками, саблями и пулями он отвечал на слова скорби и доверия. На улицах Петербурга пролилась кровь и разорвалась навсегда связь между народом и этим царём. Всё равно, кто он, надменный деспот, не желающий снизойти до народа, или презренный трус, боящийся стать лицом к лицу с той стихией, из которой он почерпал силу, — после событий 9/22 января 1905 г. царь Николай стал открыто врагом и палачом народа. Больше этого мы о нём не скажем. После этого мы не будем с ним говорить. Он сам себя уничтожил в наших глазах — и возврата к прошлому нет. Эта кровь не может быть прощена никем из нас. Она душит нас спазмами, она владеет нами, она ведёт и приведёт нас туда, куда мы должны идти и прийти».
В том же номере «Освобождения» была помещена статья Ж. Жореса «Смерть царизма», которая начиналась такими словами: «Отныне река крови легла между царём и „его народом“. Нанося удары рабочим, царизм смертельно ранил самого себя. Даже если на этот раз население Петербурга не победит рутинную и слепую верность солдат, даже если оно не овладеет Зимним Дворцом и не провозгласит в нём свободы народа, даже если царь, запрятанный за 20 километров от столицы в Царскосельском дворце, и ускользнёт ещё на несколько дней от власти восставшего народа, — всё-таки царизм уже приговорён к смерти…»
18 (31) января В. И. Ленин в своей статье «Начало революции в России», опубликованной в женевской газете «Вперёд», призвал к немедленному низвержению правительства: «Пролетариат был доведён до восстания правительством. Теперь вряд ли возможны сомнения в том, что правительство умышленно давало сравнительно беспрепятственно развиться стачечному движению и начаться широкой демонстрации, желая довести дело до применения военной силы. И оно довело до этого! Тысячи убитых и раненых — таковы итоги кровавого воскресенья 9 января в Петербурге. Войско победило безоружных рабочих, женщин и детей. Войско одолело неприятеля, расстреливая лежавших на земле рабочих. „Мы дали им хороший урок!“,— с невыразимым цинизмом говорят теперь царские слуги и их европейские лакеи из консервативной буржуазии».

## Количество жертв

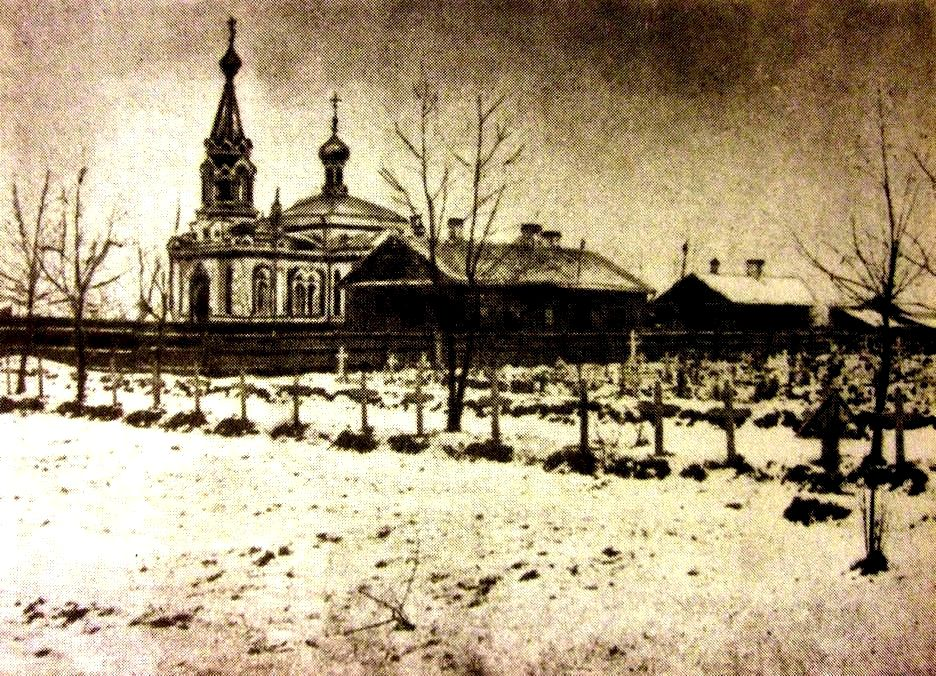
Могилы жертв «Кровавого воскресенья» на Преображенском кладбище под Петербургом

Вопрос о количестве жертв «Кровавого воскресенья» всегда был предметом разногласий. По официальным правительственным данным, опубликованным 10 января, всего 9 января в больницы Петербурга было доставлено 76 убитых и 233 раненых. Впоследствии эта цифра была уточнена: 96 убитых и 333 раненых, из которых в дальнейшем умерло ещё 34 человека, итого 130 убитых и 299 раненых. Эти цифры были приведены в докладе директора Департамента полиции министру внутренних дел, который предназначался для императора. 18 января в правительственных газетах был опубликован «Список лиц, убитых и умерших от ран в разных больницах г. С.-Петербурга, полученных 9 января 1905 года». Список включал 119 фамилий погибших с указанием их возраста, звания и занятий и 11 неопознанных лиц, всего 130 человек.
Официальные цифры с самого начала были поставлены под сомнение общественностью. Говорили, что правительство сознательно скрывает количество жертв, чтобы уменьшить масштабы своего преступления. Недоверие к официальным источникам информации порождало множество слухов. В первые дни появились сообщения о сотнях, тысячах и даже десятках тысяч жертв. Эти слухи проникали в иностранные газеты, а оттуда в российскую нелегальную печать. Так, в статье В. И. Ленина «Революционные дни», опубликованной в газете «Вперёд» 18 января, со ссылкой на иностранные газеты говорилось о 4600 убитых и раненых. Такое количество жертв будто бы значилось в списке, поданном журналистами министру внутренних дел. В советское время цифра 4600 жертв стала официальной и вошла в Большую советскую энциклопедию. Доктор исторических наук А. Н. Зашихин утверждал, что эта цифра позаимствована из неподтверждённого сообщения агентства «Рейтер» от 26 января, которое в свою очередь ссылалось на сообщение петербургского корреспондента Le Journal «во время приёма, данного министром внутренних дел редакторам газет, последние вручили этому чиновнику список лиц,…, который был составлен их репортёрами». При этом ранее корреспондент Рейтер в телеграмме от 9 (22) января сообщал о распространяемых слухах про 20 000 убитых, подвергая их достоверность сомнению.
Подобные завышенные цифры сообщали и другие иностранные агентства. Так, британское агентство «Лаффан» сообщало о 2000 убитых и 5000 раненых, газета «Дейли мейл» — о более 2000 убитых и 5000 раненых, а газета «Стандард» — о 2000—3000 убитых и 7000—8000 раненых. В ряде случаев корреспонденты оговаривали, что, по всей видимости, дело идёт об «абсурдных преувеличениях» из сообщений очевидцев. Впоследствии все эти сведения не подтвердились. Журнал «Освобождение» сообщал, что некий «организационный комитет Технологического института» опубликовал «тайные полицейские сведения», определявшие число убитых в 1216 человек. Никаких подтверждений этого сообщения не найдено.
В дальнейшем попытки определить число жертв предпринимались разными авторами. Так, по мнению священника Гапона, убитых было от 600 до 900 человек, а раненых не менее 5000. Французский журналист Э. Авенар, автор книги «Кровавое воскресенье», определял число убитых в 200—300 человек, а раненых в 1000—2000 человек. Журналист опирался на сообщения о том, что часть убитых была скрыта от публики. По некоторым рассказам, в Обуховской больнице все подвалы были завалены телами убитых, тогда как публике предъявили всего 26 тел. Тайные подвалы с трупами видели также в Мариинской и других больницах города. Наконец, ходили упорные слухи об убитых, которые не поступили в больницы, а хранились в полицейских участках, а затем были тайно захоронены в общих могилах. В пользу этих слухов говорил тот факт, что некоторые родственники убитых не нашли тела своих близких ни в одной больнице.
В 1929 году в советском журнале «Красная летопись» были опубликованы воспоминания бывшего врача Обуховской больницы А. М. Аргуна. Врач опровергал слухи о неучтённых трупах, будто бы хранившихся в тайных подвалах больниц, и сообщал цифры поступивших в больницы убитых и раненых, близкие к официальной статистике. В статье также приводилась подробная классификация убитых по больницам, профессиям и характеру ранений.
Советский историк В. И. Невский в своей статье «Январские дни в Петербурге 1905 года» высказал предположение, что убитых было от 150 до 200 человек, раненых от 450 до 800, а общее число пострадавших — от 800 до 1000. Историк исходил из того, что официальная статистика не учитывала пострадавших, не поступивших в больницы, а таковых, по сообщениям очевидцев, было немало. Некоторых убитых и раненых подбирали знакомые и отвозили на извозчиках прямо домой. Многие раненые не обращались в больницы, опасаясь репрессий со стороны властей, и лечились у частных докторов. Кроме того, в официальной статистике есть явные упущения. Например, многие очевидцы рассказывали о детях, убитых в парке Александровского сада, а в официальном списке убитых нет ни одного лица моложе 14 лет. Наконец, официальная статистика не учитывает жертв столкновений 10, 11 января и последующих дней.
Советский историк В. Д. Бонч-Бруевич в своём исследовании о событиях 9 января предпринял попытку определить количество жертв на основании статистики выстрелов. Бонч-Бруевич собрал сведения военных рапортов о количестве залпов, произведённых разными воинскими подразделениями 9 января, и помножил их на число стрелявших солдат. В итоге получилось, что 12 ротами различных полков было произведено 32 залпа, всего 2861 выстрел. Вычтя из этой цифры возможное количество осечек и промахов, советский историк пришёл к выводу, что общее число пострадавших от залпов должно быть не менее 2000 человек. Если же прибавить к ним пострадавших от одиночных выстрелов, холодного оружия и копыт лошадей, их должно быть ещё в два раза больше. Однако методы подсчёта, которыми пользовался Бонч-Бруевич, были поставлены под сомнение другими историками.
| Список лиц, убитых и умерших от ран в разных больницах г. С.-Петербурга, полученных 9 января 1905 года | Список лиц, убитых и умерших от ран в разных больницах г. С.-Петербурга, полученных 9 января 1905 года | Список лиц, убитых и умерших от ран в разных больницах г. С.-Петербурга, полученных 9 января 1905 года | Список лиц, убитых и умерших от ран в разных больницах г. С.-Петербурга, полученных 9 января 1905 года                             | Список лиц, убитых и умерших от ран в разных больницах г. С.-Петербурга, полученных 9 января 1905 года |
| | Фамилия имя отчество                                                                                   | Возраст                                                                                                | Звание и место жительства | Занятия                                                                                                |
| --- | --- | --- | --- | --- |
| 1 | Азелицкий Павел Павлов                                                                                 | 30 лет                                                                                                 | крестьянин Псковской губ. Опоченецкого у. Вороницкой вол. дер. Тоболенца                                                           | фрезеровщик в пушечной мастерской Путиловского завода                                                  |
| 2 | Алексеев Дмитрий Алексеев                                                                              | 33 года                                                                                                | крестьянин Псковской губ. Новоржевского у. Анолинской вол., дер. Милохина                                                          | чернорабочий химического завода                                                                        |
| 3 | Алексеев Терентий                                                                                      | 34 года                                                                                                | запасной нижний чин из крестьян Костромской губ. Галичского у. Рылеевской вол., дер. Костеля                                       | рабочий Путиловского завода                                                                            |
| 4 | Андерсон Иоганн-Вильгельм Осипов                                                                       | 55 лет                                                                                                 | мещанин г. Газенпота Курляндской губ.                                                                                              | столяр на фортепианной фабрике Смита на 6-й роте                                                       |
| 5 | Андрус Тенис Тенисов                                                                                   | 20 лет                                                                                                 | мещанин пос. Колпино | столяр-подёнщик                                                                                        |
| 6 | Антонов Пётр                                                                                           | 30 лет                                                                                                 | крестьянин Тверской губ. Старицкого у. Ефимьяновской вол., дер. Шутово                                                             | рабочий завода Гесслера                                                                                |
| 7 | Аркадьев Фёдор Аркадьев                                                                                | 21 год                                                                                                 | крестьянин Новгородской губ. Боровичского у. Николо-Мошинской вол. д. Луканева                                                     | рабочий в вагонных мастерских Николаевской железной дороги                                             |
| 8 | Архангельский Константин                                                                               | 23 года                                                                                                | Темрюкский мещанин Кубанской обл.                                                                                                  | столяр без определённых занятий                                                                        |
| 9 | Архаров Александр Селиверстов                                                                          | 48 лет                                                                                                 | крестьянин Рязанской губ. Ранненбургского у. Зиморской вол.                                                                        | рабочий Путиловского завода                                                                            |
| 10 | Афанасьев Николай                                                                                      | 23 года                                                                                                | крестьянин Новгородской губ. Старорусского у. Славитинской вол.                                                                    | наборщик типографии Скороходова                                                                        |
| 11 | Барабанщиков Устин Гаврилов                                                                            | 48 лет                                                                                                 | крестьянин СПб. губ. Ямбургского у. Опальской вол., дер. Ялисковиц                                                                 | слесарь Александровского механического завода                                                          |
| 12 | Баранский Григорий Осипов (Израиль-Гершен Иоселев)                                                     | 26 лет                                                                                                 | мещанин г. Борисова | наборщик типографии «Биржевые ведомости»                                                               |
| 13 | Белова Мария Константинова                                                                             | 16 лет                                                                                                 | крестьянка Калужской губ. Медынского у. Кирилинской вол. дер. Волюпина                                                             | без занятий                                                                                            |
| 14 | Белунский Мовша Гиршев                                                                                 | 40 лет                                                                                                 | СПб. мещанин | чернорабочий на Путиловском заводе                                                                     |
| 15 | Бердичевская Мария                                                                                     | 30 лет                                                                                                 | повивальная бабка | служила в страховом об-ве «Надежда» за писца                                                           |
| 16 | Бибичин Иван Никандров                                                                                 | 16 лет                                                                                                 | СПб. мещанин | слуга в чайном трактире                                                                                |
| 17 | Богданов Ефрем Богданов                                                                                | 37 лет                                                                                                 | крестьянин Витебской губ. Велижского у. Церквинщенской вол. дер. Рябцева                                                           | рабочий на Путиловском заводе                                                                          |
| 18 | Богданов Тарас                                                                                         | 35 лет                                                                                                 | крестьянин Псковской губ. Островского у. Мясовской вол. дер. Товнева                                                               | столяр резиновой мануфактуры                                                                           |
| 19 | Большаков Никифор Степанов                                                                             | 32 года                                                                                                | крестьянин Костромской губ. Варнавинского у. Тонкинской вол., дер. Ларионова                                                       | чернорабочий в С.-Пб. порту                                                                            |
| 20 | Васильев Дмитрий Васильев                                                                              | 18 лет                                                                                                 | крестьянин С.-Пб. губ. Гдовского у. Тупицинской вол. дер. Гнилище                                                                  | рабочий Путиловского завода                                                                            |
| 21 | Васильев Иван Васильев                                                                                 | 24 года                                                                                                | крестьянин Смоленской губ. Сычёвского у. Богоявленской вол. дер. Зубова                                                            | председатель собрания 3-го округа фабрично-заводских рабочих, без занятий                              |
| 22 | Васильев Ларион Васильев                                                                               | 28 лет                                                                                                 | крестьянин Псковской губ. Опочецкого у. Красногорской вол. дер. Морозова                                                           | чернорабочий Путиловского завода                                                                       |
| 23 | Васильева Евдокия                                                                                      | 51 год                                                                                                 | крестьянка Смоленской губ. Сычёвского у. Богоявленской вол. дер. Безыменной                                                        | чернорабочая на фабрике Шавина                                                                         |
| 24 | Волков Максим Петров                                                                                   | 24 года                                                                                                | мещанин г. Чернигова, технический мастер                                                                                           | слесарь на Путиловском заводе                                                                          |
| 25 | Ганин Николай Фёдоров                                                                                  | 42 года                                                                                                | крестьянин Витебской губ. Дриссенского у. Кохановской вол. д. Рополушево                                                           | чернорабочий вагонной мастерской Путиловского завода                                                   |
| 26 | Голубев Гавриил Нефёдов                                                                                | 40 лет                                                                                                 | крестьянин Московской губ. Серпуховского у. Стремиловской вол. дер. Круги                                                          | столяр на заводе Речкина                                                                               |
| 27 | Дивас Фридрих                                                                                          | 29 лет                                                                                                 | колпинский мещанин, запасной нижний чин                                                                                            | рабочий столярной фабрики Васильева                                                                    |
| 28 | Домашкович Николай Васильев                                                                            | | | записан со слов доставившего его лица                                                                  |
| 29 | Евдокимов Анисим Евдокимов                                                                             | 44 года                                                                                                | крестьянин Псковской губ. Великолуцкого у. Загорской вол. дер. Родионова                                                           | рабочий Путиловского завода                                                                            |
| 30 | Егоров Андрей Егоров                                                                                   | 42 года                                                                                                | крестьянин Тверской губ. Осташевского у. Боговской вол. дер. Горки                                                                 | чернорабочий Путиловского завода                                                                       |
| 31 | Егоров Григорий Егоров                                                                                 | 41 год                                                                                                 | крестьянин Тверской губ. Новоторжского у. Васильевской вол. дер. Касперья                                                          | рабочий Путиловского завода                                                                            |
| 32 | Егоров Константин Егоров                                                                               | 29 лет                                                                                                 | крестьянин Смоленской губ. Юхновского у. Кикинской вол. дер. Дрягилевки                                                            | рабочий Путиловского завода                                                                            |
| 33 | Егоров Константин Илларионов                                                                           | 55 лет                                                                                                 | мещанин г. Вышнего Волочка | чернорабочий на фабрике бронзовых изделий Шульца, Болдырев 5                                           |
| 34 | Егоров Осип Егоров                                                                                     | 30 лет                                                                                                 | крестьянин Смоленской губ. Юхновского у. Кикинской вол. дер. Дрягилевки                                                            | рабочий Путиловского завода                                                                            |
| 35 | Ежов Павел Гурьянов                                                                                    | 15 лет                                                                                                 | крестьянин Новоторжского у. Васильевской вол. дер. Костылева                                                                       | мальчик в конторе «Надежда»                                                                            |
| 36 | Еромолаев Иван Ермолаев                                                                                | 23 года                                                                                                | крестьянин Новгородской губ. Старорусского у. Довжинской вол. дер. Малых                                                           | чернорабочий Путиловского завода                                                                       |
| 37 | Жаворонков Степан                                                                                      | 20 лет                                                                                                 | крестьянин Тульской губ. Венёвского у. Подхоженской волости и села                                                                 | ткач на Ново-бумагопрядильне                                                                           |
| 38 | Жилинский Василий Михайлов                                                                             | 26 лет                                                                                                 | крестьянин Новгородской губ. и уезда, Чернацкой вол., дер. Кусон                                                                   | слесарь мастерской Кольбе                                                                              |
| 39 | Жолткевич Владимир Михайлов                                                                            | 34 года                                                                                                | поручик | помощник пристава Петергофского участка                                                                |
| 40 | Жуков Василий Петров                                                                                   | 34 года                                                                                                | крестьянин С.-Пб. губ. Лужского у. Хмеро-Посолодинской вол. дер. Зеленска                                                          | слесарь Путиловского завода                                                                            |
| 41 | Завьялов Иван                                                                                          | 30 лет                                                                                                 | демьянский мещанин | мастер Инструментального завода                                                                        |
| 42 | Заломин Яков Иванов                                                                                    | 30 лет                                                                                                 | крестьянин Владимирской губ. Гороховецкого у. Фоминской вол. с. Растригина                                                         | рабочий Путиловского завода                                                                            |
| 43 | Иванов Александр Николаев                                                                              | 21 год                                                                                                 | мещанин г. Луги | чернорабочий-клепальщик на Путиловском заводе                                                          |
| 44 | Иванов Владимир                                                                                        | 38 лет                                                                                                 | колпинский мещанин | рабочий фабрики Кибель                                                                                 |
| 45 | Иванов Иван Иванов                                                                                     | 24 года                                                                                                | крестьянин Псковской губ. Великолуцкого у. Вязовской вол. дер. Редкова                                                             | рабочий Путиловского завода                                                                            |
| 46 | Иванов Николай Иванов                                                                                  | 45 лет                                                                                                 | | |
| 47 | Иванов Николай Фёдоров                                                                                 | 33 года                                                                                                | колпинский мещанин, футлярщик; работал в переплётной мастерской Паульсона                                                          | Литейный пр. 15                                                                                        |
| 48 | Иванов Поликарп                                                                                        | 46 лет                                                                                                 | крестьянин Тверской губ. Зубцовского у. Артёмовской вол. дер. Рикова                                                               | рабочий Путиловского завода                                                                            |
| 49 | Иванов Яков Осипов                                                                                     | 25 лет                                                                                                 | крестьянин Ярославской губ. Пошехонского у. Займищенской вол., дер. Тюрилова                                                       | конфетный мастер на фабрике Корнилова                                                                  |
| 50 | Иванова Александра                                                                                     | 41 год                                                                                                 | | |
| 51 | Карпов Иван Афанасьев                                                                                  | 27 лет                                                                                                 | крестьянин Тульской губ. Ефремовского у. Хорошевской вол. дер. Хороших Вод                                                         | рабочий Путиловского завода                                                                            |
| 52 | Кириллов Михаил                                                                                        | 17 лет                                                                                                 | крестьянин Ярославской губ. Пошехонского у. дер. Барнино                                                                           | ученик слесарной мастерской                                                                            |
| 53 | Клебах Отто-Эдуард Янов                                                                                | 28 лет                                                                                                 | крестьянин Лифляндской губ. Валкского у. Лизумской вол.                                                                            | столяр, работал в магазине Тонет                                                                       |
| 54 | Климентьев Ларион Григорьев                                                                            | 19 лет                                                                                                 | крестьянин Витебской губ. Себежского у. Сутоцкой вол. дер. Заселихи                                                                | чернорабочий на металлическом заводе Речкина за Московской заставой                                    |
| 55 | Колтунов Семён Леонтьев                                                                                | 42 года                                                                                                | запасной унтер-офицер из крестьян Воронежской губ. Богучарского у. Старолюбоватской вол. и слободы                                 | дядька лицея Императора Александра I                                                                   |
| 56 | Косуленков Дмитрий Степанов                                                                            | 24 года                                                                                                | крестьянин Ярославской губ. Мологского у. Пловенской вол. дер. Вакульева                                                           | рабочий на вагоностроительном заводе                                                                   |
| 57 | Крикова Екатерина Иванова                                                                              | 26 лет                                                                                                 | крестьянка Ярославской губ. Мологского у. Броктовской вол.                                                                         | неизвестно                                                                                             |
| 58 | Кругляков Андрей Иванов                                                                                | 18 лет                                                                                                 | крестьянин Тверской губ. Ржевского у. Гривинской вол., дер. Яковлева                                                               | чернорабочий-подёнщик                                                                                  |
| 59 | Кула Карл Карлов                                                                                       | 14 лет                                                                                                 | финляндский уроженец г. Або | ученик серебряной мастерской Армфельд, Екатерининский канал, 42                                        |
| 60 | Курочкин Андрей Ильин                                                                                  | 15 лет                                                                                                 | крестьянин Тульской губ. Алексинского у. Ильинской вол. дер. Пынино                                                                | мальчик технической конторы Путиловского завода                                                        |
| 61 | Лаврентьев Прокофий Лаврентьев                                                                         | 46 лет                                                                                                 | С.-Пб. мещанин | пильщик Путиловского завода                                                                            |
| 62 | Ландсберг Александр Игнатьев                                                                           | 41 год                                                                                                 | мещанин г. Пскова | переплётчик в типографии                                                                               |
| 63 | Лезовский Емельян Францев                                                                              | 18 лет                                                                                                 | мещанин г. Газенпот, Курляндской губ.                                                                                              | рабочий на писчебумажной фабрике Варгунина                                                             |
| 64 | Логунова Луния Павлова                                                                                 | 46 лет                                                                                                 | жена ратника ополчения из мещан г. Черни Тульской губ.                                                                             | хозяйством (муж работает на Путиловском заводе)                                                        |
| 65 | Луговкин Павел Иванов                                                                                  | 21 год                                                                                                 | крестьянин Тверской губ. Весьегонского у. Телятинской вол. дер. Михалева                                                           | портной                                                                                                |
| 66 | Лури Борис                                                                                             | 26 лет                                                                                                 | | студент Горного института                                                                              |
| 67 | Максимовский Василий Кузьмин                                                                           | 34 года                                                                                                | крестьянин Рязанской губ. Зарайского у. Дединовской вол. и села                                                                    | подручный дворник дома, убит пулей, пробив стену дворницкой                                            |
| 68 | Матвеев Лаврентий Матвеев                                                                              | 56 лет                                                                                                 | крестьянин Смоленской губ. Духовщинского у. Копыровской вол. дер. Новой                                                            | рабочий Путиловского завода                                                                            |
| 69 | Матвеев Яков Матвеев                                                                                   | 22 года                                                                                                | крестьянин Тверской губ. Зубцовского у. Кружской вол. дер. Боровой                                                                 | токарь Путиловского завода                                                                             |
| 70 | Медников Павел Иванов                                                                                  | 17 лет                                                                                                 | крестьянин Вологодской губ. и уезда, Новоленской вол. дер. Маринска                                                                | корабельный мастер Путиловского завода                                                                 |
| 71 | Мельников Пётр Петров                                                                                  | 20 лет                                                                                                 | крестьянин Рязанской губ. Пронского у. Перевлевской вол. с. Кстья                                                                  | токарь на Путиловском заводе                                                                           |
| 72 | Михайлов Егор                                                                                          | 18 лет                                                                                                 | крестьянин Тверской губ. Новоторжского у.                                                                                          | слесарь                                                                                                |
| 73 | Мухин Фёдор Фёдоров                                                                                    | 16 лет                                                                                                 | крестьянин Новгородской губ. Крестецкого у. Пожарской вол. дер. Концова                                                            | токарь Невского судостроительного завода                                                               |
| 74 | Никитин Алексей Петров                                                                                 | 18 лет                                                                                                 | крестьянин Владимирской губ. Покровского у. дер. Бойдина                                                                           | рабочий Путиловского завода                                                                            |
| 75 | Николаев Фёдор                                                                                         | 23 года                                                                                                | крестьянин Новгородской губ. Боровичского у. Николо-Мошинской вол. дер. Чертов                                                     | рабочий Семёновского завода                                                                            |
| 76 | Обухов Павел                                                                                           | 19 лет                                                                                                 | крестьянин Ярославской губ. Пошехонского у. Ермаковской вол. дер. Барнина                                                          | столяр фабрики Мельцера                                                                                |
| 77 | Орлов Сергей Романов                                                                                   | 19 лет                                                                                                 | крестьянин Тверской губ. Бежецкого у. Яковлевской вол. дер. Осташек                                                                | токарь на ламповом заводе Савельева на Обводном канале                                                 |
| 78 | Оррас Константин Юрьев                                                                                 | 26 лет                                                                                                 | крестьянин Эстляндской губ. Ревельского у. Александровской вол. общ. Габбат                                                        | слесарь и конторщик в фотографическом магазине Иохим и К, Невский, д. З                                |
| 79 | Пискунов Николай Иванов                                                                                | 32 года                                                                                                | крестьянин Ярославской губ. Угличского у. Старской вол. дер. Коровайцева                                                           | чернорабочий                                                                                           |
| 80 | Платонов Михаил Иванов                                                                                 | 30 лет                                                                                                 | крестьянин Тверской губ. Новоторжского у. Никольской вол. дер. Уятина                                                              | чернорабочий на химическом заводе                                                                      |
| 81 | Прокофьев Евдоким                                                                                      | 16 лет                                                                                                 | крестьянин Псковской губ. Опоченецкого у. Старицкой вол. дер. Церковной                                                            | мальчик бакалейной лавки                                                                               |
| 82 | Пуденков Илья Константинов                                                                             | 30 лет                                                                                                 | мещанин г. Твери | машинист Путиловского завода                                                                           |
| 83 | Рабинович Завел                                                                                        | 18 лет                                                                                                 | ошмянский мещанин | аптекарский ученик, работал в ювелирной мастерской Аронова, Садовая, 61                                |
| 84 | Расторопов Пётр Васильев                                                                               | 23 года                                                                                                | крестьянин Витебской губ. Невельского у. Плоскозской вол. дер. Кузьмино                                                            | определённых занятий не имеет                                                                          |
| 85 | Родионов Герасим Васильев                                                                              | 16 лет                                                                                                 | крестьянин Новгородской губ. Старорусского у. Высоцкой вол. дер. Голузен                                                           | рабочий Экспедиции заготовления государственных бумаг                                                  |
| 86 | Савинкин Николай Васильев                                                                              | 23 года                                                                                                | | студент Политехнического института                                                                     |
| 87 | Саяпин Андриан Алексеев                                                                                | 33 года                                                                                                | отставной рядовой из крестьян Саратовской губ. Балашевского у. Бобылевской вол. села Бобылево                                      | столяр на Варшавской железной дороге                                                                   |
| 88 | Сергеев Иван Сергеев                                                                                   | 27 лет                                                                                                 | | |
| 89 | Синев Леонид Сергеев                                                                                   | 36 лет                                                                                                 | Старицкий мещанин | слесарь на Путиловском заводе                                                                          |
| 90 | Смирнов Иван Михайлов                                                                                  | 20 лет                                                                                                 | крестьянин Костромской губ. Чухломского у. Калининской вол. дер. Панова                                                            | плотник при мастерской Корнилова в доме № 38 по Гороховой ул.                                          |
| 91 | Смирнов, он же Григорьев Иван                                                                          | 40 лет                                                                                                 | мещанин г. Калуги | рабочий Путиловского завода                                                                            |
| 92 | Смоляк Осип                                                                                            | 25 лет                                                                                                 | крестьянин Витебской губ. Городокского у. Белицкой вол., дер. Кошурино                                                             | рабочий трубочного завода артиллерийского ведомства                                                    |
| 93 | Соколов Михаил Аникин                                                                                  | 27 лет                                                                                                 | крестьянин Тверской губ. Бежецкого у. Новской вол. дер. Юротино                                                                    | рабочий Путиловского завода                                                                            |
| 94 | Степанов Иван                                                                                          | 33 года                                                                                                | крестьянин Тверской губ. Кашинского у. Славковской вол., дер. Заводова                                                             | рабочий завода Англзыбен                                                                               |
| 95 | Суетин Александр                                                                                       | 21 год                                                                                                 | крестьянин Архангельской губ. Шенкурского у. Благовещенской вол., дер. Далматского                                                 | рабочий Невской ниточной мануфактуры                                                                   |
| 96 | Сумин Иван                                                                                             | 27 лет                                                                                                 | крестьянин Костромской губ. Буйского у. Троицкой вол., дер. Дмитрикова                                                             | торговец                                                                                               |
| 97 | Суханов Пётр Андреев                                                                                   | 23 года                                                                                                | крестьянин Вологодской губ. Сольвычегодского у. Фоминицкой вол., дер. Рыковской                                                    | столяр                                                                                                 |
| 98 | Тетерин Фёдор Петров                                                                                   | 30 лет                                                                                                 | крестьянин Ярославской губ. Угличского у. села Заозерья                                                                            | сапожник экономического офицерского об-ва                                                              |
| 99 | Тимофеев Алексей Тимофеев                                                                              | 27 лет                                                                                                 | крестьянин Тверской губ. Калязинского у. Поречской вол. дер. Осиновца                                                              | токарь Путиловского завода                                                                             |
| 100 | Тимофеев Николай Тимофеев                                                                              | 20 лет                                                                                                 | крестьянин Орловской губ. Елецкого у. Извольской вол.                                                                              | работал в столярной мастерской Петрова в доме № 62 по Фурштатской ул.                                  |
| 101 | Фёдоров Иван Андреев                                                                                   | 17 лет                                                                                                 | крестьянин Псковской губ. | неизвестно                                                                                             |
| 102 | Фёдорова Анна Мартынова                                                                                | 24 года                                                                                                | мещанка г. Корчева Тверской губ.                                                                                                   | ткачиха на фабрике Варгунина                                                                           |
| 103 | Филатов Илья Иванов                                                                                    | 30 лет                                                                                                 | крестьянин Тверской губ. Новоторжского у. Раменской вол. с. Кницина                                                                | рабочий Путиловского завода                                                                            |
| 104 | Фролов Осип                                                                                            | 32 года                                                                                                | запасной стрелок 1-го Финляндского полка из крестьян Псковской губ. Гусановской вол. дер. Маслова                                  | чернорабочий на пробочной фабрике                                                                      |
| 105 | Фурманский Казимир Войцехов                                                                            | 24 года                                                                                                | крестьянин Петроковской губ. Равенско-Горской гминной управы дер. Белых                                                            | рабочий Сестрорецкого завода                                                                           |
| 106 | Ханцев Григорий Григорьев                                                                              | 18 лет                                                                                                 | крестьянин Тамбовской губ. Елатомского у. Нанзинской вол. с. Юрьева                                                                | рабочий Путиловского завода                                                                            |
| 107 | Ходаненок Юлиан Францев                                                                                | 34 года                                                                                                | молодой солдат 4-й лёгкой батареи 22-й артиллерийской бригады из крестьян Виленской губ. Дисненского у. Лужецкой вол. дер. Столица | кузнец Путиловского завода                                                                             |
| 108 | Цветков Сампсон                                                                                        | 20 лет                                                                                                 | безземельный крестьянин Ямбургского у. Котельской вол.                                                                             | слесарь Путиловского завода                                                                            |
| 109 | Чупятов Григорий Иванов                                                                                | 46 лет                                                                                                 | мещанин г. Вышнего Волочка | рабочий на Екатерингофской бумагопрядильной мануфактуре                                                |
| 110 | Шагин Антон Прокофьев                                                                                  | 26 лет                                                                                                 | запасной нижний чин из крестьян Витебской губ. Режицкого у. Розенмуйжской вол. дер. Карпушкино                                     | чернорабочий Путиловского завода                                                                       |
| 111 | Шахнович Уда (Эфера) Моисева                                                                           | девица 29 лет                                                                                          | | зубной врач                                                                                            |
| 112 | Шишов Василий Венедиктов                                                                               | 30 лет                                                                                                 | крестьянин Ярославской губ. Ростовского у. Горской вол. дер. Чавойня                                                               | токарь по металлу на Путиловском заводе                                                                |
| 113 | Шмидт Василий Владимиров                                                                               | 29 лет                                                                                                 | Шлиссельбургский мещанин | |
| 114 | Шорников Никита Парфентьев                                                                             | 28 лет                                                                                                 | | околоточный надзиратель Петергофского участка                                                          |
| 115 | Шпилев Всеволод Юрьев                                                                                  | 25 лет                                                                                                 | | студент Горного института                                                                              |
| 116 | Штейн Эрнст-Генрих-Христиан Арнольдов                                                                  | 36 лет                                                                                                 | германский подданный, родом из Ольденбурга                                                                                         | булочник                                                                                               |
| 117 | Яковлев Фёдор Яковлев                                                                                  | 44 года                                                                                                | крестьянин Псковской губ. Порховского у. Дновской вол. дер. Старое Село                                                            | чернорабочий на Путиловском заводе                                                                     |
| 118 | Яцына Михаил                                                                                           | 33 года                                                                                                | вилейский мещанин | рабочий Путиловского завода                                                                            |
| 119 | Неизвестный мужчина                                                                                    | ок. 22 лет                                                                                             | | |
| 120 | Неизвестный мужчина                                                                                    | ок. 20 лет                                                                                             | | |
| 121 | Неизвестный мужчина                                                                                    | ок. 20 лет                                                                                             | | |
| 122 | Неизвестный мужчина                                                                                    | ок. 40 лет                                                                                             | | |
| 123 | Неизвестный мужчина                                                                                    | ок. 35 лет                                                                                             | | |
| 124 | Неизвестный мужчина                                                                                    | ок. 16 лет                                                                                             | | |
| 125 | Неизвестный мужчина                                                                                    | ок. 18 лет                                                                                             | | |
| 126 | Неизвестный мужчина                                                                                    | ок. 21 года                                                                                            | | |
| 127 | Неизвестный мужчина                                                                                    | | | |
| 128 | Неизвестный мужчина                                                                                    | ок. 18 лет                                                                                             | | |
| 129 | Неизвестный мужчина                                                                                    | ок. 30 лет                                                                                             | | |

## Возможность избежать кровопролития
События 9 января 1905 года неоднократно обсуждались современниками и историками и получали в их трудах самые противоположные оценки. Многие задавались вопросом, можно ли было избежать кровавого исхода. Например, С. Ю. Витте, в то время отстранённый от власти, полагал, что царю не следовало выходить к рабочим, но он мог бы выслать к ним одного из своих генерал-адъютантов. Тот должен был принять петицию, пообещать рабочим исполнение некоторых их требований и предложить разойтись. Но если бы они не пожелали разойтись, следовало применить против них силу. Подобное мнение высказывали и другие чиновники, в частности, бывший начальник Особого отдела Департамента полиции С. В. Зубатов. Генерал А. И. Спиридович, впоследствии начальник дворцовой охраны Николая II, считал, что власти прозевали верноподданное народное движение, которое могло бы поднять престиж монархии. Для этого нужно было своевременно воздействовать на Гапона. Убеждённый монархист, барон Н. Е. Врангель (отец П. Н. Врангеля) писал: «Одно мне кажется несомненным: выйди Государь на балкон, выслушай он так или иначе народ, ничего бы не было, разве то, что царь стал бы более популярен, чем был… Как окреп престиж его прадеда, Николая I, после его появления во время холерного бунта на Сенной площади! Но Царь был только Николай II, а не Второй Николай».
Другие, напротив, полагали, что у правительства не было иного выхода, кроме насильственного разгона шествия. Так, известный историк С. С. Ольденбург писал: «Власти были застигнуты врасплох быстро возникшей опасностью, политический характер движения выявился лишь 7 января. Создалась угроза движения стотысячной толпы к Зимнему дворцу с петицией антиправительственного и революционного содержания. Допустить манифестацию значило капитулировать. Полицейский аппарат в то время был слаб и приспособлен к поимке отдельных лиц. Это стало очевидным ещё в 1903 году во время еврейского погрома в Кишинёве, уличных беспорядков в Киеве и Одессе, что в случае массовых манифестаций или беспорядков русская полиция бессильна. К примеру, власти Третьей республики во Франции, чтобы предотвратить массовую демонстрацию, арестовывали на сутки несколько сот (а то и несколько тысяч) предполагаемых участников и руководителей… Создалась опасность захвата революционизированной толпой центра столицы Империи. Единственным возможным способом помешать этому была установка кордона из войск на главных городских магистралях, ведущих в центр города. Были напечатаны объявления градоначальника, предупреждавшие, что шествие запрещено и участие в нём опасно, но типографии, в солидарность с готовившейся манифестацией, закрылись, и в целом предупреждение до тех, кому оно было адресовано, не дошло».

## Свидетельства о плане убийства царя

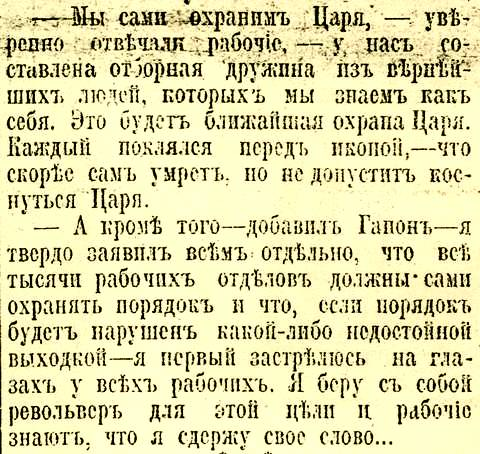
Фрагмент из воспоминаний Н. В. Насакина-Симбирского о 9 января 1905 г.

Начальник петербургского охранного отделения А. В. Герасимов приводит в своих воспоминаниях слова Гапона о якобы существовавшем плане убить царя, о котором ему рассказал Гапон во время разговора с ним и П. И. Рачковским: «Внезапно я его спросил, верно ли, что 9 января был план застрелить государя при выходе его к народу. Гапон ответил: „Да, это верно. Было бы ужасно, если бы этот план осуществился. Я узнал о нём гораздо позже. Это был не мой план, но Рутенберга… Господь его спас…“». Другими источниками это заявление Гапона не подтверждается. Информация эта появилась у охранного отделения более чем год спустя после январских событий. Накануне же 9 января у Департамента полиции были только неопределённые сведения, что эсеры решили примкнуть к шествию и готовят красные знамёна, которые собираются выкинуть в известный момент.
Необходимо заметить, что ни Гапон, ни его рабочие не настаивали, чтобы царь непременно вышел к толпе. Предполагалось, что царь примет депутацию рабочих во главе со священником в Зимнем дворце, а при необходимости — в Царском Селе. На случай же, если царь захочет выйти к народу, рабочие образовали отборную дружину численностью до 1000 человек, которая должна была охранять его безопасность. От руководящей группы рабочих Гапон потребовал, чтобы они гарантировали безопасность царя ценой своей собственной жизни. Об этом он сообщил в письме к Николаю II, отправленном в Царское Село 8 января. В своих мемуарах Гапон вспоминал, какого труда ему стоило уговорить рабочих подписать это письмо. «Как можем мы гарантировать безопасность царю нашей жизнью? — серьёзно спрашивали некоторые из них. — Если какое-нибудь неизвестное нам лицо бросит бомбу, то мы должны будем покончить с собой». Гапону пришлось употребить всё своё влияние, чтобы убедить их дать эту гарантию. «И я уверен, — писал Гапон, — что, если бы царь явился к народу и что-нибудь случилось бы с ним, люди эти покончили бы с собой».

## Историческое значение событий
Долгое время бывший профессором русской истории в Гарварде Ричард Пайпс в трёхтомном труде «Русская революция» аргументированно доказывает такую точку зрения:

В 1904 году народные массы ещё сохраняли спокойствие, революционные требования к правительству предъявляла только образованная элита — студенты и другая интеллигенция, а также помещики-земцы. Основные настроения были либеральными, то есть «буржуазными». И социалисты в этих событиях были лишь на второстепенных ролях агитаторов и террористов. Основная масса населения — крестьяне, а также и рабочие — наблюдали политические столкновения со стороны. Как писал 2 января 1905 года Струве, «революционного народа в России ещё нет». Пассивность народных масс вдохновляла правительство, так сказать, не уступать своих позиций без боя, в уверенности, что, пока требования политических перемен исходят от «общества», их ещё можно отклонить. Но 9 января, в день расстрела рабочей демонстрации в Петербурге, положение драматически переменилось. С этого дня, вошедшего в историю под именем «Кровавого воскресенья», революционное пламя разнеслось по всем слоям населения, превратив революцию в явление массовое; и если Земский съезд 1904 года был русскими Генеральными штатами, то «Кровавое воскресенье» стало Днём взятия Бастилии.
Однако при всём том было бы неверно относить начало революции 1905 года к 9 января, ибо к тому времени правительство уже более года [опечатка, след. читать «месяца»] выдерживало настоящую осаду. Ведь и самого «Кровавого воскресенья» не было бы, не будь той атмосферы политического кризиса, которую создали в стране Земский съезд и кампания торжественных обедов в его поддержку.

## Память

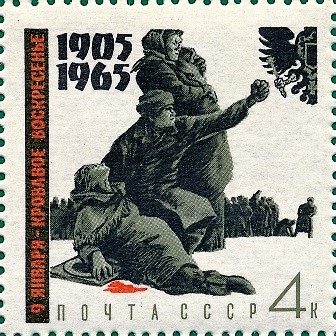
Почтовая марка СССР. 1965. 60-летие Первой русской революции. Кровавое воскресенье. Номер в каталоге ЦФА 3234

Старое Преображенское кладбище в Петербурге было переименовано в Кладбище Памяти жертв 9-го января, по расположенным здесь массовым захоронениям жертв «Кровавого воскресенья». Рядом с кладбищем находится одноимённый проспект. Проспект 9-го Января расположен между Софийской улицей и Московской железнодорожной линией вблизи станции Обухово. Его название связано с находящимся здесь кладбищем Памяти жертв 9-го Января (бывш. Преображенское). На этом кладбище похоронены жители города, погибшие в день Кровавого воскресенья — 9 января 1905 года.
В 1931 году на холме братских могил был открыт памятник жертвам 9 января.
Сад 9-го Января (Санкт-Петербург), расположен на проспекте Стачек (см. на карте), основан 1 мая 1920 года, в день первого коммунистического субботника. Руководил закладкой Р. Ф. Катцер. В 1924 году парк был огорожен решёткой, перенесённой туда от Зимнего дворца (1901 г. по проекту Р. Ф. Мельцера). В 1936 году в парке был установлен бюст В. П. Алексеева.
Кроме того, на площади Стачек, в месте расстрела одной из колонн, установлена мемориальная доска.
В г. Торжок Тверской области центральная площадь, ранее носившая название Торговой, была переименована в площадь 9 января.
В период существования в СССР «календаря-непрерывки» (конец 1920-х — начало 1930-х годов) 9 (22) января было одним из пяти общевыходных дней — наравне с 1 и 2 мая и 7 и 8 ноября.
В память о событии 9 января были названы ряд улиц в различных населённых пунктах республик бывшего СССР, включая и сквер в Баку.

## Отражение в искусстве
- Песня «Мы мирно стояли пред Зимним дворцом» (1905 год, автор неизвестен).
- Песня «От павших твердынь Порт-Артура», автор Т. Л. Щепкина-Куперник (1905 год).
- Песня «Вот Петербург забастовался», слова А. Горыня.
- Песня «На десятой версте от столицы», слова П. К. Эдиет (1905 год).
- Стихотворение «9 января 1905», автор М. А. Волошин (1905 год).
- Стихотворение «9-е января», автор П. В. Орешин (1923 год).
- Стихотворение «9-е января», автор В. Маяковский.
- Стихотворение «Красный снег», автор П. Ф. Якубович
- Очерк «9-е января» писателя Максима Горького (1906 год).
- Во второй части романа Максима Горького «Жизнь Клима Самгина», написанном в 1925—1936 гг., есть эпизод, описывающий расстрел рабочей демонстрации у Троицкого моста.
- В 1925 году режиссёром В. Висковским был снят фильм «Девятое января»
- В 1925 году Государственное издательство выпустило альбом иллюстраций В. С. Сварога и И. В. Симакова с текстом В. И. Невского «9 января»
- В 1956 году режиссёром Е. Л. Дзиганом был снят фильм «Пролог», рассказывающий о событиях первой русской революции. В начале фильма есть эпизод расстрела рабочего шествия на Дворцовой площади.
- Сцена расстрела шествия рабочих у Зимнего дворца присутствует в фильме Ф. Шеффнера «Николай и Александра», снятом в 1971 году.
- В 1957 году композитором Дмитрием Шостаковичем написана Симфония № 11, 2-я часть которой, Allegro, посвящена событиям 9 января 1905 года.
- Хоровая поэма Дмитрия Шостаковича «Девятое января» (на стихи А. Я. Коца).
- Симфония № 11 Дмитрия Шостаковича «1905 год»
- Рассказ Владимира Сорокина «Сахарное воскресенье».
- Фильм «Георгий Гапон» (1917, реж. Борис Светлов) подробным образом воспроизводит подготовку к выступлению, при этом «сцена расстрела либо не снималась, либо не сохранилась»[136].
- Песня петербургской инди-поп группы «Электрофорез» под названием «1905».
- Спектакль Г. Тростянецкого «Белый. Петербург» (Театр Музыкальной Комедии, Санкт-Петербург) по мотивам романа Андрея Белого «Петербург», начинающийся со сцены шествия рабочих и последующего расстрела.

## Отражение в живописи и графике

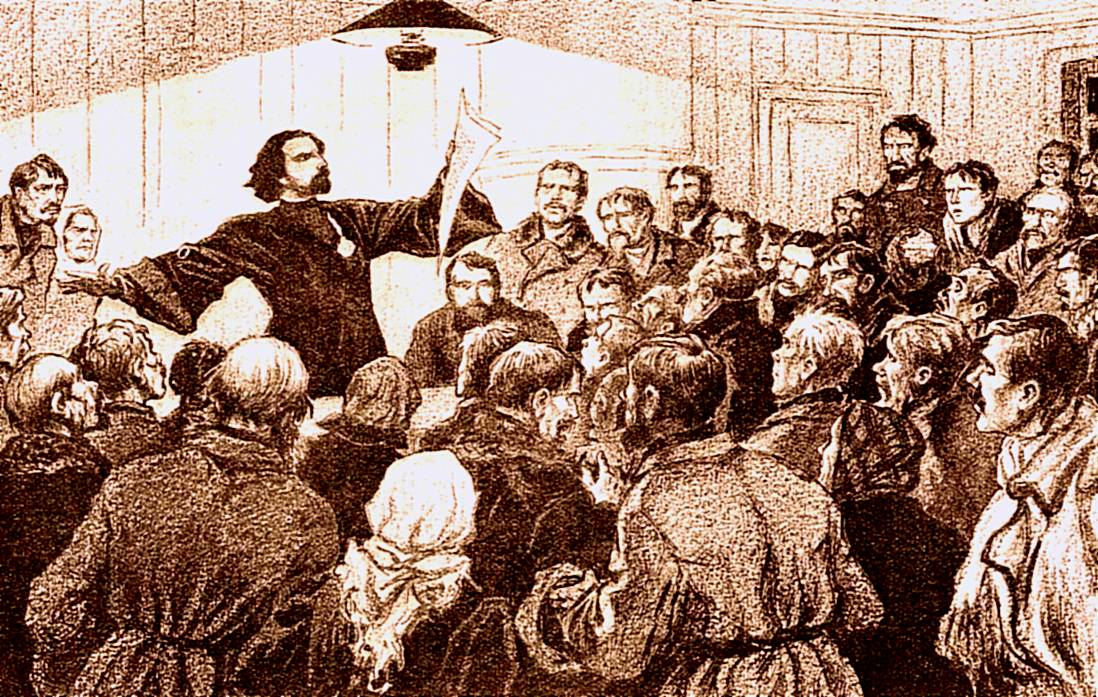
Гапон читает петицию в собрании рабочих. Рисунок неизвестного художника
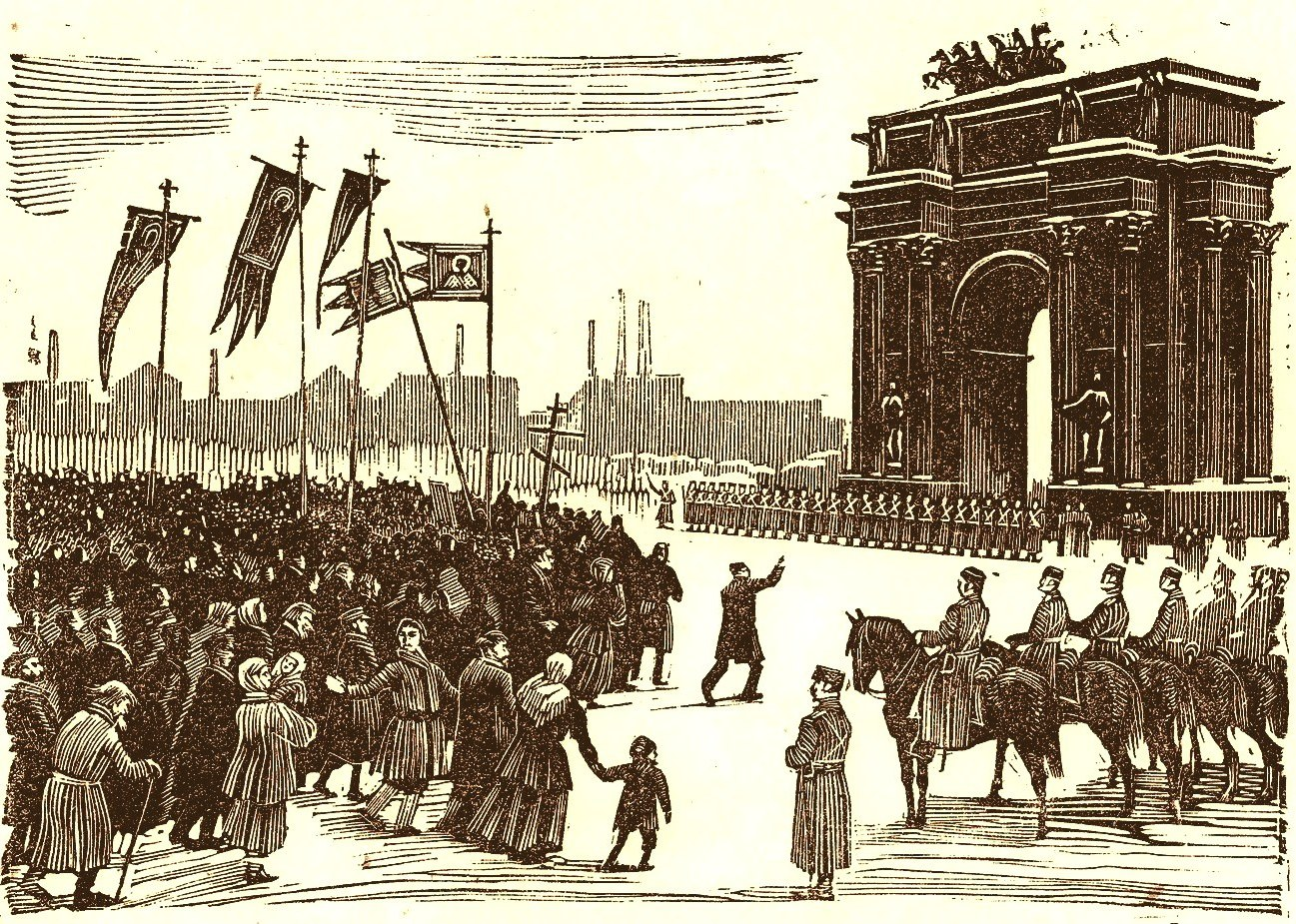
Утром 9-го января (у Нарвских ворот). Гравюра неизвестного художника.
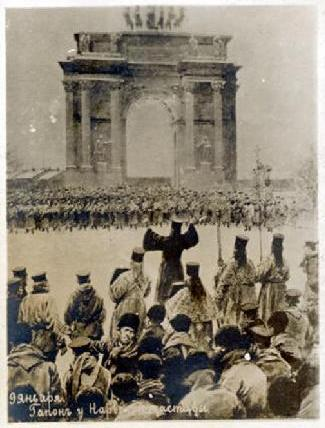
Гапон у Нарвской заставы. Рисунок неизвестного художника
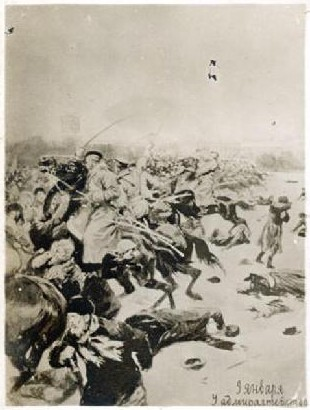
9 января. Кавалеристы разгоняют демонстрацию на Дворцовой площади. Британский художник-корреспондент Дж.Скотт, 1905 г.
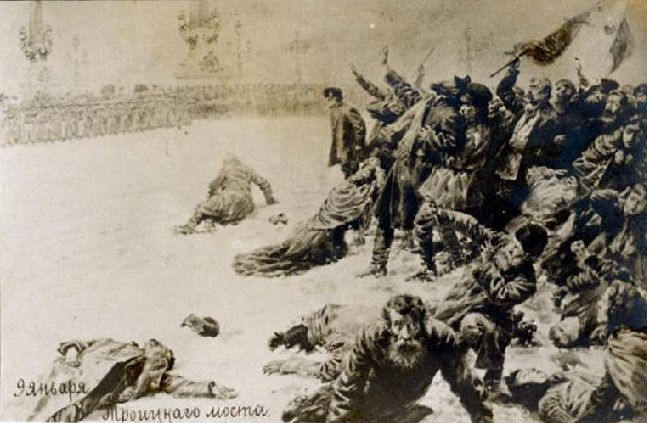
9 января. У Троицкого моста. Рисунок неизвестного художника
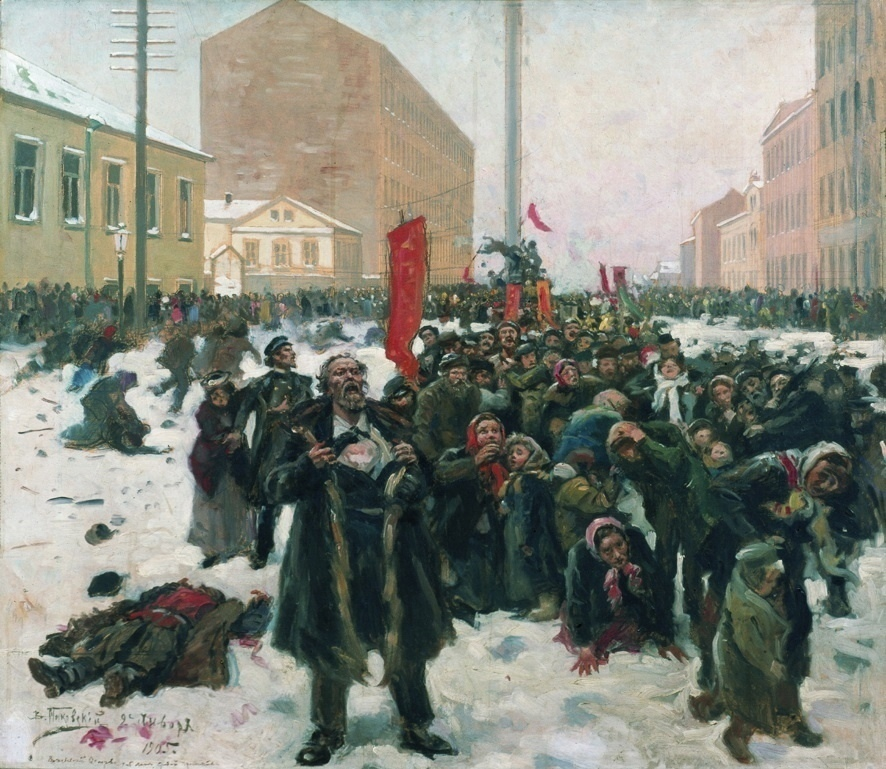
«9 января 1905 года на Васильевском острове» / «Кровавое воскресенье», 1905 г. Картина Владимира Маковского. Государственный центральный музей современной истории России, Москва.
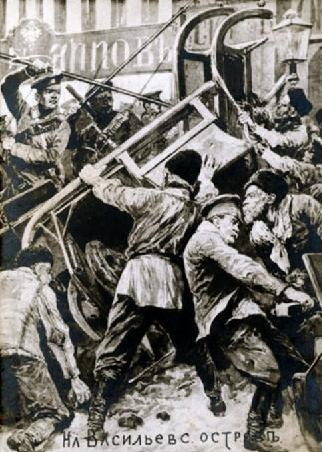
9 января. На Васильевском острове. Рисунок неизвестного художника
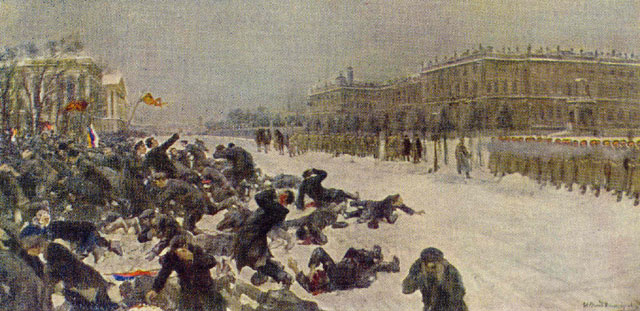
Расстрел народа перед Зимним дворцом 9 января 1905 г.[137]. (И. А. Владимиров, написана в 1925 г. Музей В. И. Ленина)
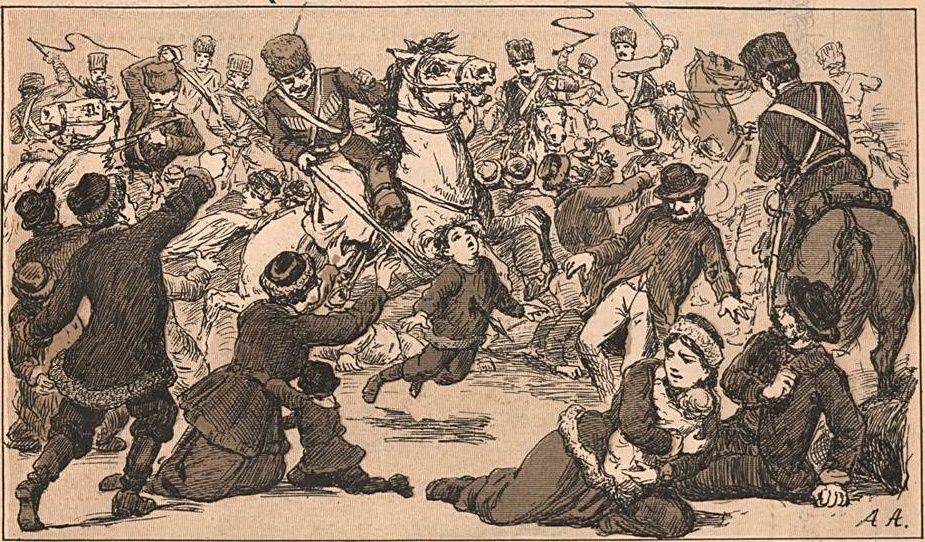
Порка казаками мужчин, женщин и детей нагайками на улицах Санкт-Петербурга (1905). Автор иллюстрации Анджело Агостини — бразильский иллюстратор и первый бразильский карикатурист, Россию никогда не посещал.

## Гало

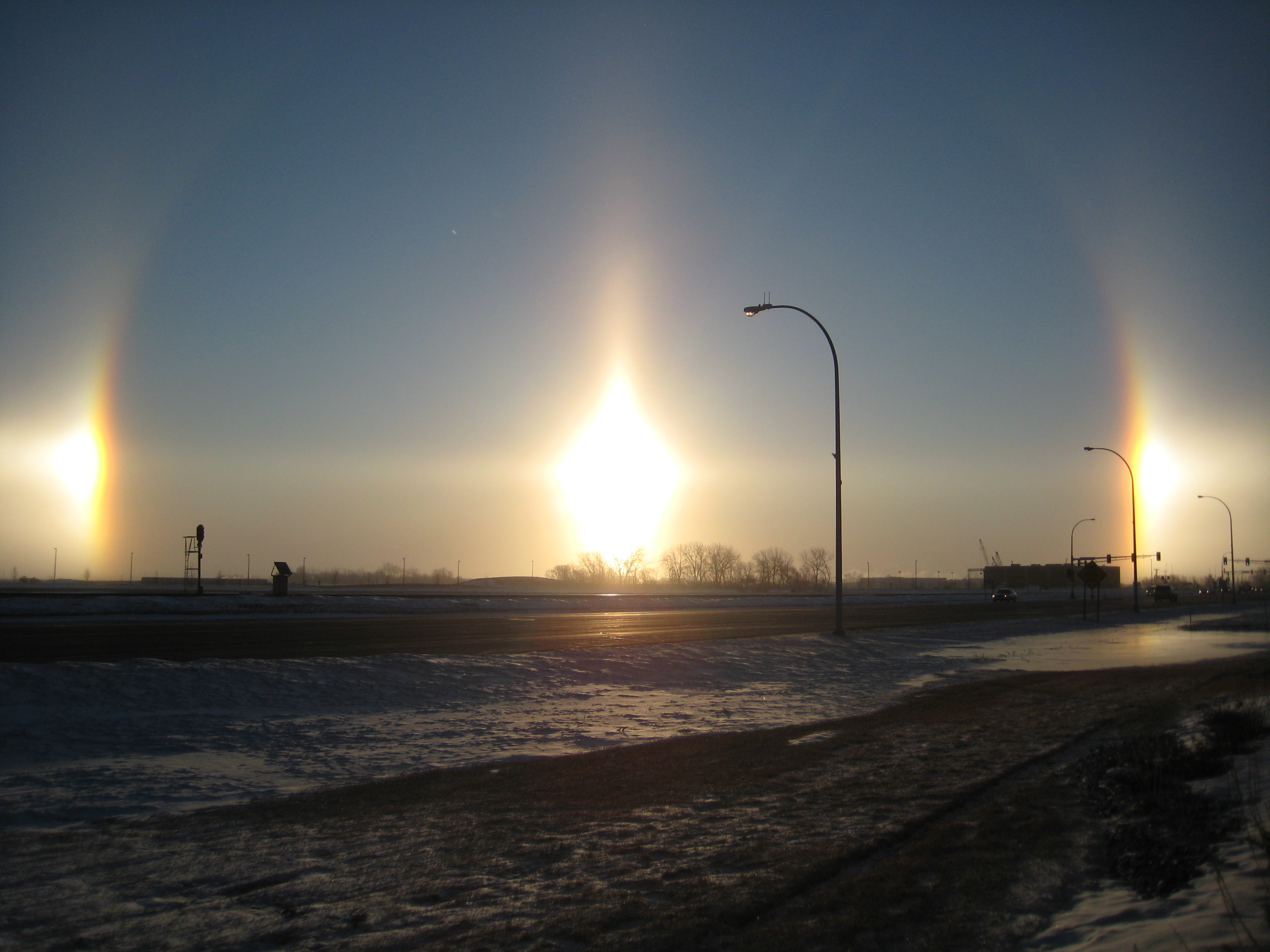
Паргелий

По свидетельству очевидцев, во время разгона массового шествия 9 января на небе Петербурга наблюдалось редкое природное явление — гало. По воспоминаниям писательницы Л. Я. Гуревич, 

«на затянувшемся белесоватой мглою небе мутно-красное солнце давало в тумане два отражения около себя, и глазам казалось, что на небе три солнца. Потом, в 3-м часу дня, необычная зимою яркая радуга засветилась в небе, а когда она потускнела и скрылась, поднялась снежная буря».— Л. Я. Гуревич. Народное движение в Петербурге 9-го января 1905 года.
 Похожую картину видели и другие свидетели. Явление это наблюдается в морозную погоду и вызвано преломлением солнечного света в парящих в атмосфере кристалликах льда. Визуально оно проявляется в форме ложных солнц (паргелий), кругов, радуг или солнечных столбов. В старину подобные явления рассматривались как небесные знамения, предвещающие беду. Такое небесное знамение описано в «Слове о полку Игореве».